# Гласный герб
Гла́сный (говоря́щий, именно́й, вырази́тельный) герб — герб, имеющий основной либо один из основных своих элементов «гласным», то есть прямо (а не символически) совпадающим с названием города, местности либо фамилией владельца. Согласно словарю Брокгауза и Ефрона, «если эмблемы прямо указывают на фамилию владельца, то герб называется гласным, если существует только отдаленное указание, то герб называют полугласным». Согласно известному геральдисту Павлу фон Винклеру, «если эмблемы герба прямо указывают на название города, то такой герб получает название гласного; если между именем города и эмблемами щита согласование относительное, то герб называется полугласным».
Герб называется именно так, потому что изображение такого герба «гласит» (говорит) о его названии: если совершенно прямо, то герб гласный; если же связь не совсем очевидна либо основана на игре слов — косвенно-гласный, полугласный.
Гласный герб в геральдике — один из классических и самый визуально узнаваемый способ создания гербовой композиции.

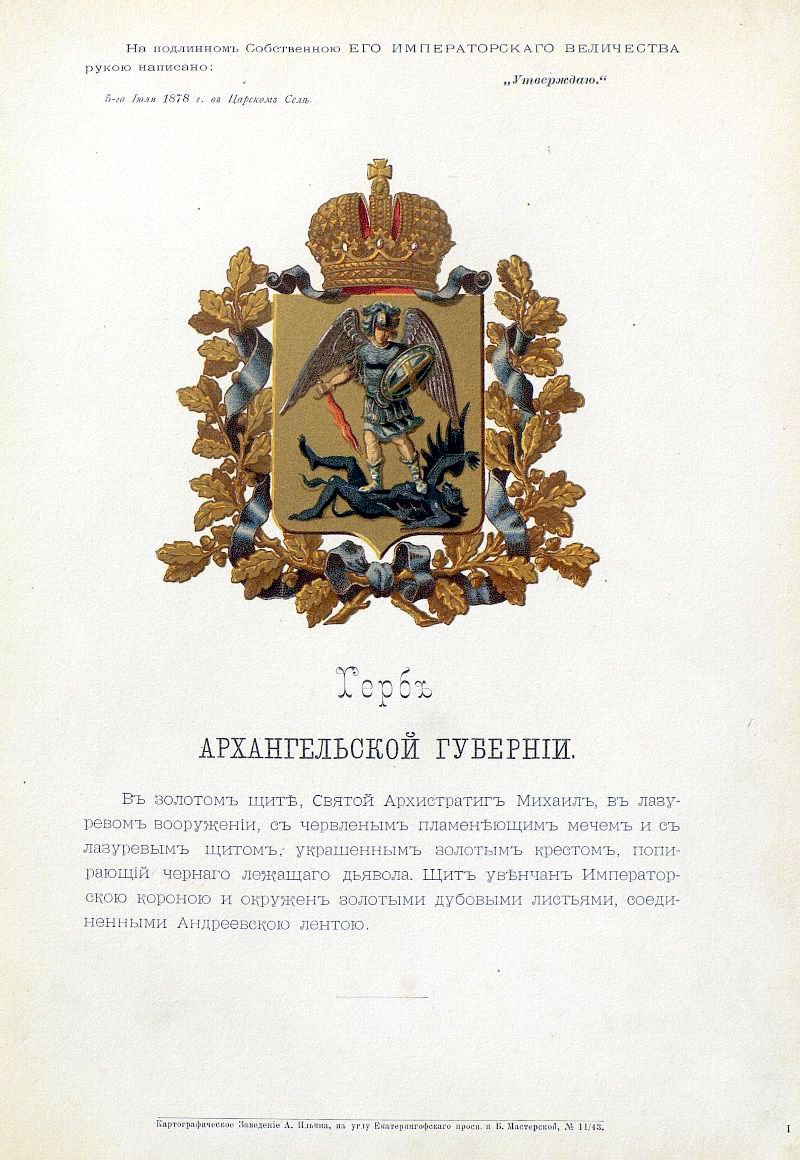
Классический гласный герб Архангельской губернии c официальным описанием, утверждённый Александром II (1878)

## История
Данные гербы известны с раннего средневековья, когда, в частности, на гербы ремесленных цехов и гильдий помещались орудия труда. Такие ремесленные гербы назывались гласными — «armes parlantes» (лат.). Гласные дворянские гербы также известны с раннего средневековья, гербы местностей — тоже, но несколько позже, чем рыцарей: например, герб Кастилии и Леона с замком и львом и герб Гранады с гранатом применяются: первый с начала XIII века (после 1230 года), второй с XV (достоверно с 1492 года, момента завоевания Гранадского эмирата).
Чаще всего город, местность либо фамилия получали своё название по предметам, растениям, животным, пейзажам, природным условиям, после чего через много лет, иногда столетий в их гербе изображается давшее название городу либо роду явление, животное или растение.
Реже гербы «подгоняются» под существующее название, хотя первоначальное происхождение названия города (или рода) неясно либо не имело с изображаемым на гербе ничего общего: «совпадение названия города с именами святых, названиями животных, птиц и т. п.» (П. Винклер). Такая «подгонка» произошла с Великими Луками и чуть не произошла с Харьковом.
Существует четыре основных типа гласных гербов: дворянские (рыцарские, родов и отдельных лиц), земельные (городов и территорий), государственные (в том числе ведомств) и корпоративные. Последние в средневековые времена цехов и гильдий зачастую были гербами, сейчас это символы и эмблемы: классический пример — корпорация Apple, эмблема которой — надкушенное яблоко. Самыми древними являются гласные гербы цеховые и рыцарские; больше всего гласных гербов городских.

### В России
В русской геральдике традиционно большой процент гласных городских гербов, в отличие от Западной Европы: так, например, из 24 современных гербов районов Псковской области девять гласных. Принцип «гласности» является одним из основополагающих принципов в русских геральдических традициях. Один из основателей русской геральдики Александр Лакиер отмечал, что гласный герб имеет «особенное значение для русской геральдики, потому что прозвания, дававшиеся за достоинства и недостатки или просто для отличия одного лица от другого, у нас (применялись) чаще, чем в других странах. Кроме соответствия с русскими прозваниями и фамилиями, герб нередко состоит из эмблем, находящихся в соотношении с значением слова на иностранном языке».
Известный русский историк-гербовед Павел Винклер рассматривал три вида русских гербов вплоть до начала XX века: родовые (фамилий и лиц); земельные, в том числе городские; и государственные, состоящие из родовых (гербов членов Императорской фамилии) и земельных (гербов территорий в составе государственных гербов). Цеховые (корпоративные) гербы русскими геральдистами не выделяются как не получившие распространения в России. Русских гласных гербов более всего земельных (конкретно — городских); затем по количеству идут родовые (фамильные).
По происхождению русские земельные гласные гербы, согласно Винклеру, делятся на две группы: старые (исторические), происходящие из старинных городских гербов и печатей — до конца XVII века (например, гербы Гадяча, Козельца, Стародуба); и «новые», сочинённые вне связи со старинными символами в XVIII—XIX веках. Более всего, что естественно, последних.

Примеры гласных гербов с официальным описанием
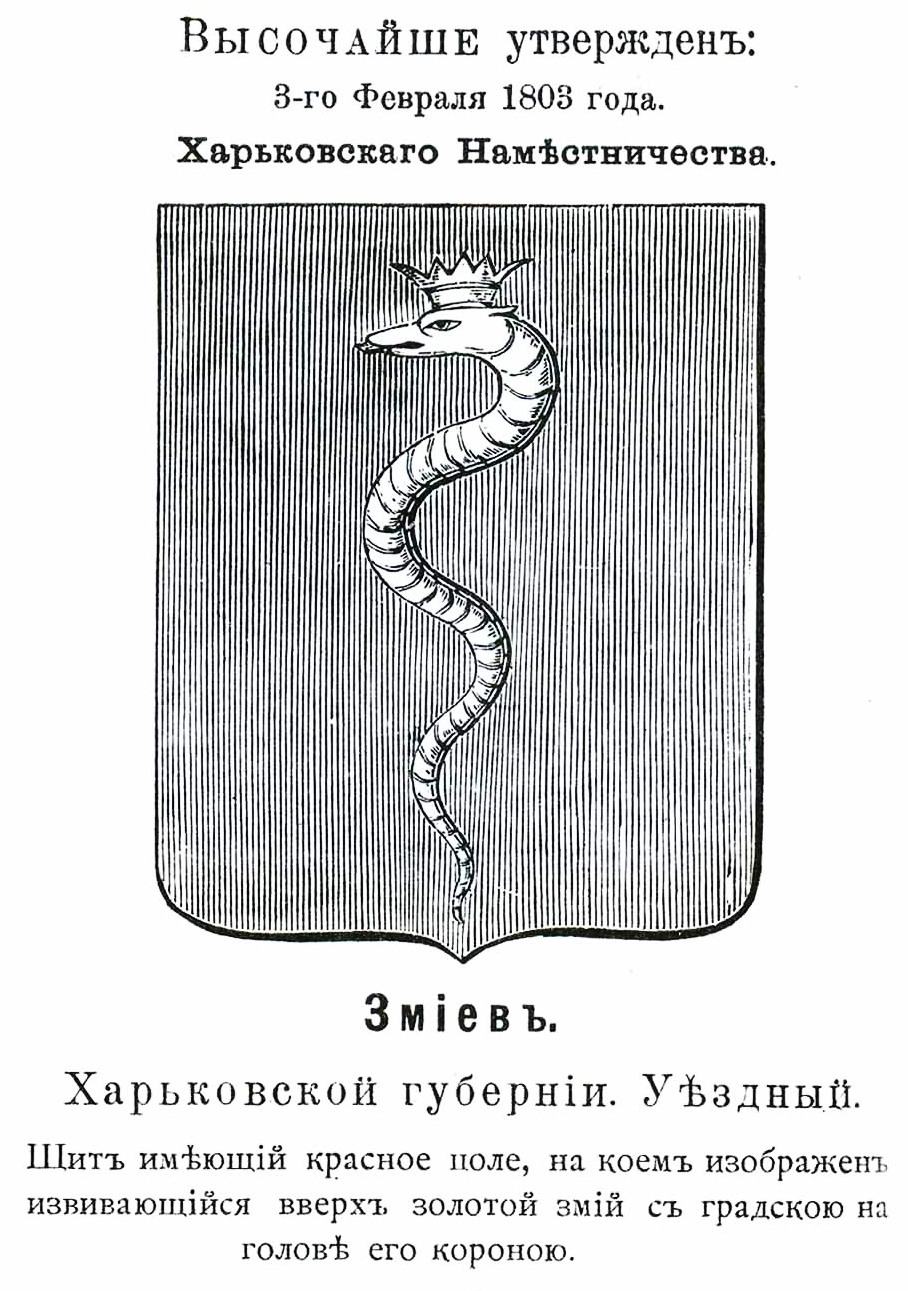
Зми́ев — золотой змий
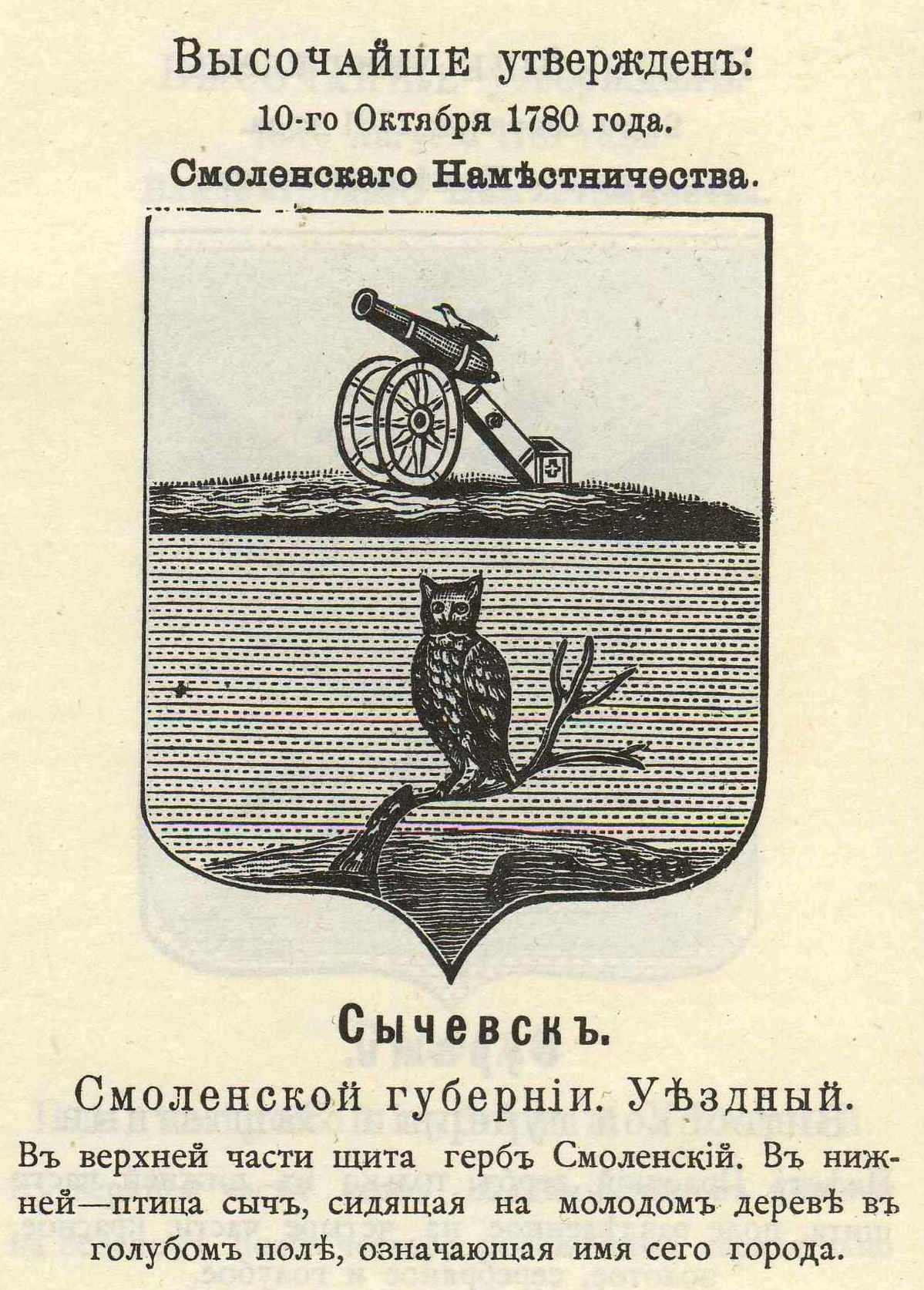
Сычевск — сыч
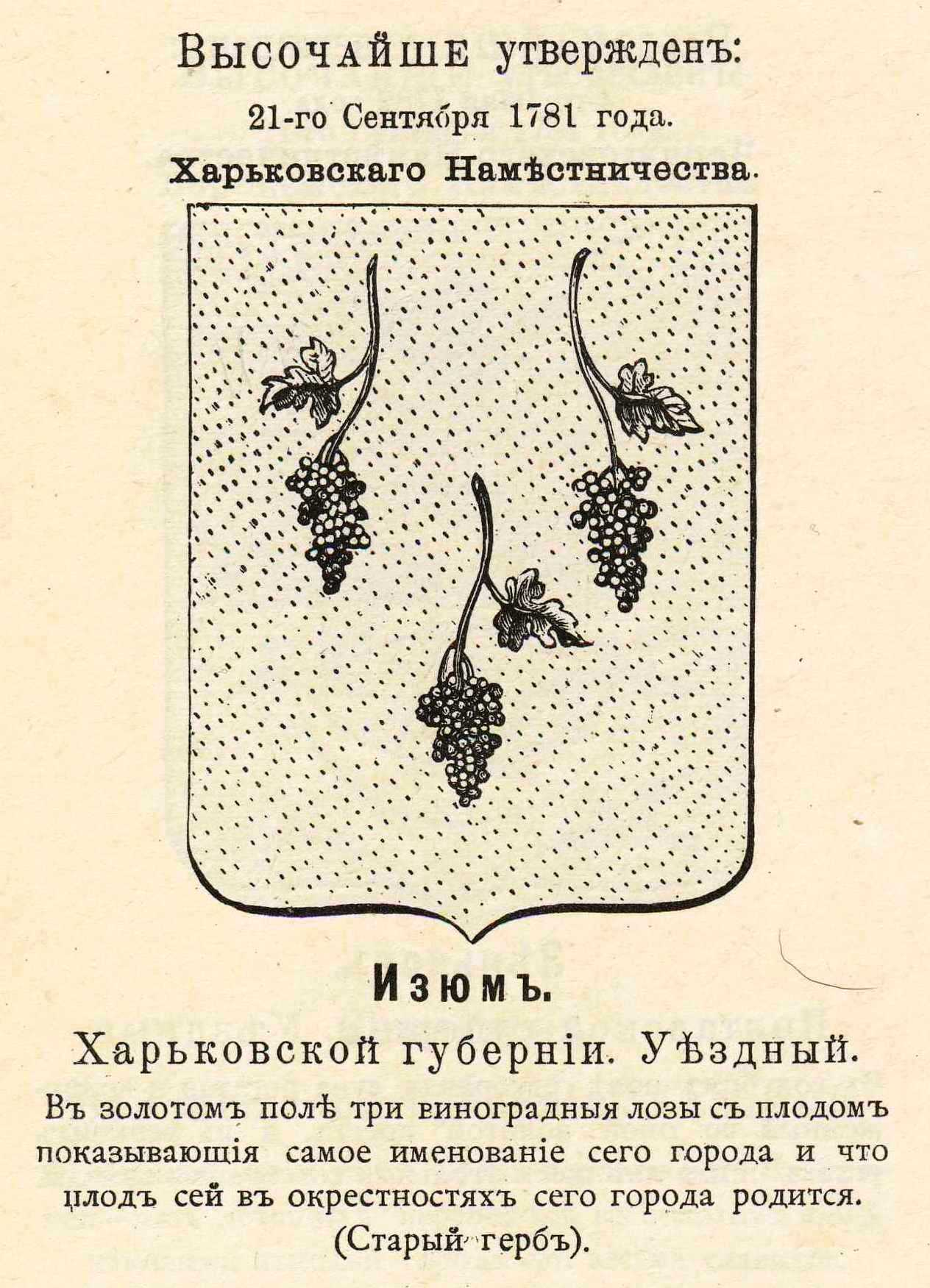
Изюм — три грозди изюма
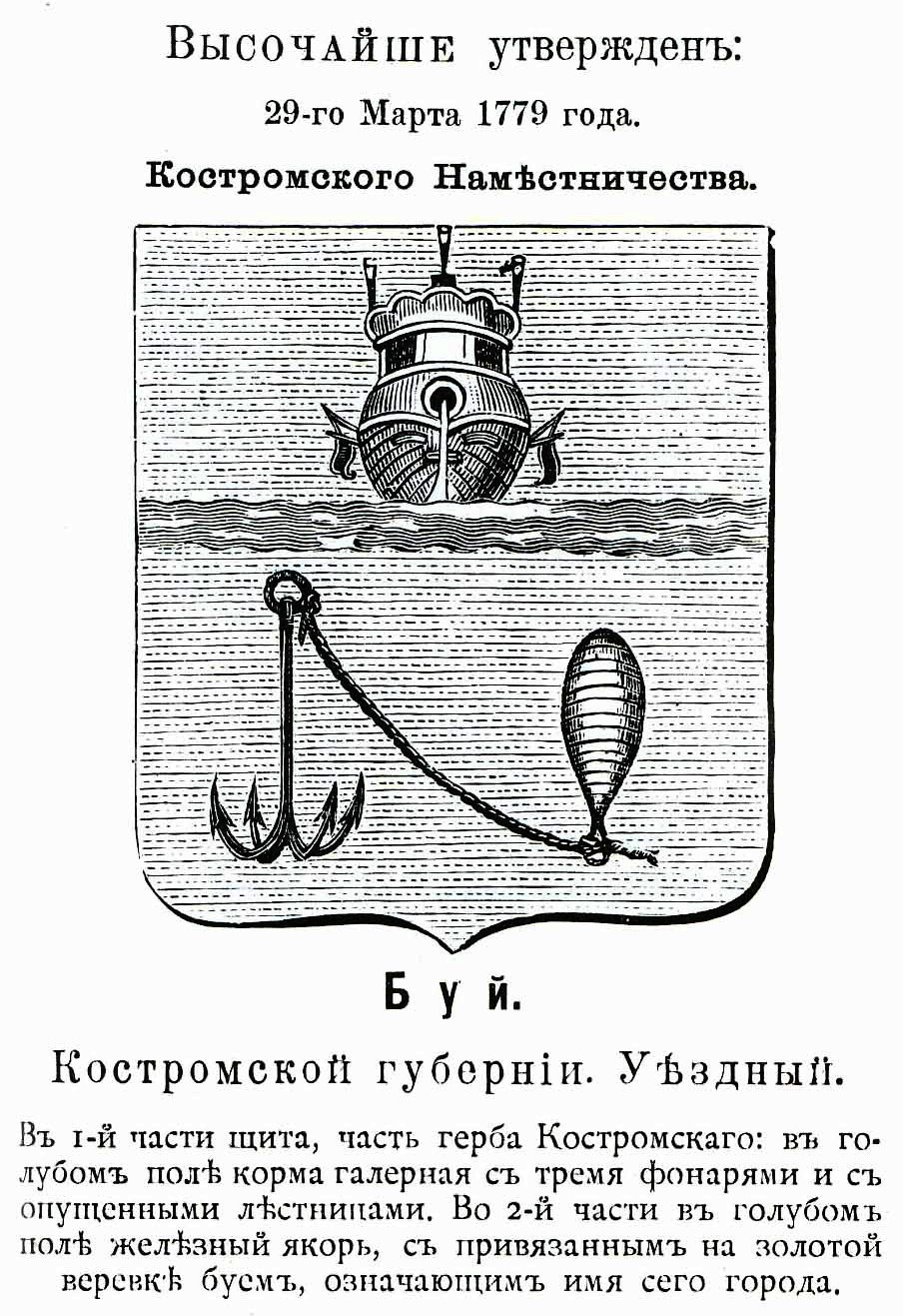
Буй — заякоренный буй
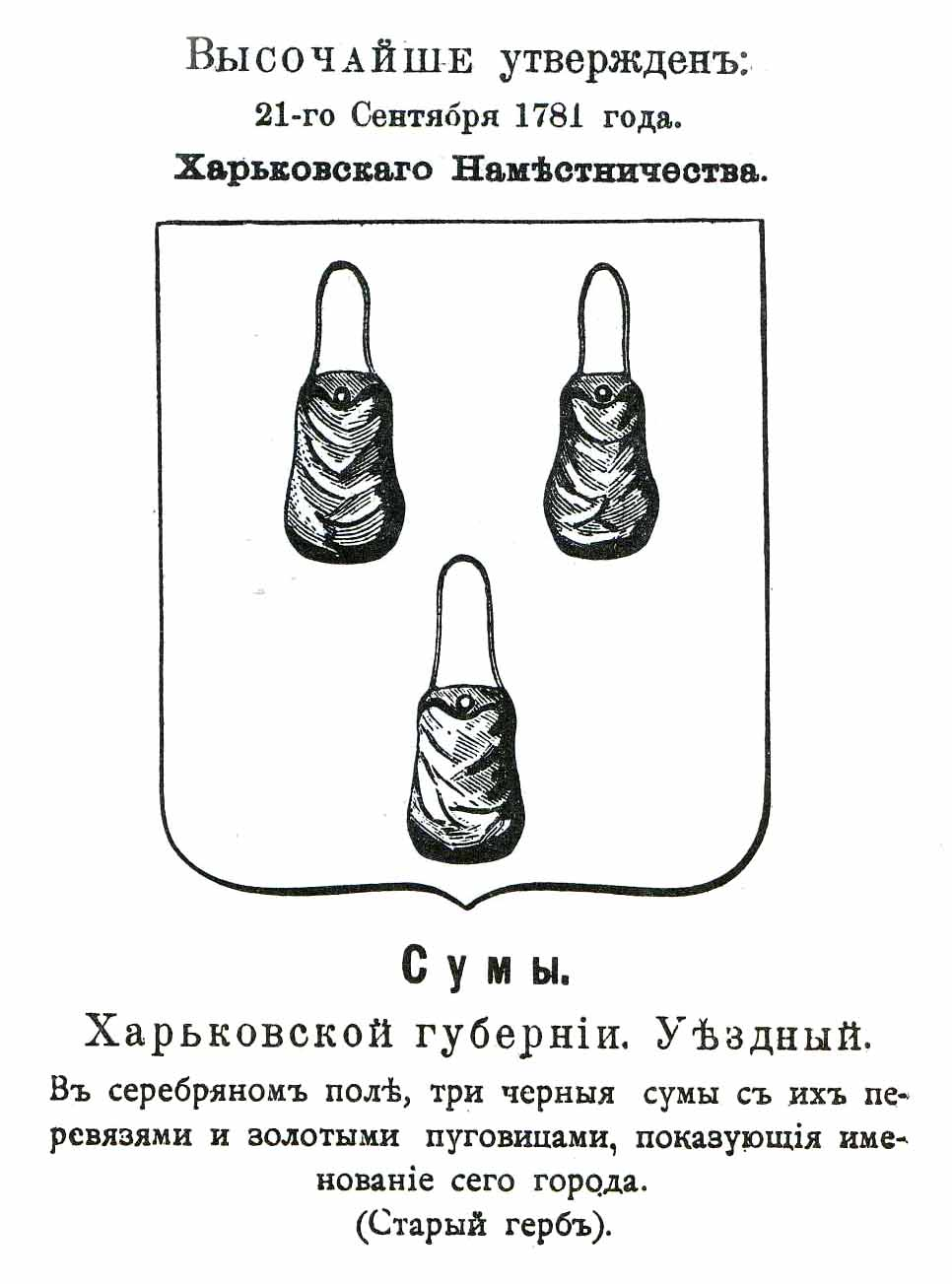
Сумы — три сумы́

## Гласные гербы Российской империи
Приведены гербы, включённые в Полное собрание законов Российской империи и в официальные гербовники (в частности, Гербовник 1730 года, Гербовник Министерства внутренних дел 1880 года). Названия даны по ПСЗРИ.

### Губернии
- Архангельская губерния — Архистратиг Архангел Михаил.
- Армянская область — Ноев ковчег на горе Арарат (гора является символом Армении, а Урарту (Арарат) — название древнего пра-государства).
- Вазаская губерния ВКФ — центральный элемент герба — старинная ваза.
- Галицкое генерал-губернаторство — идущая галка.
- Екатеринославская губерния — «золотое вензелевое изображение Имени Императрицы Екатерины II» и дата.
- Кавказская область — Кавказские горы, скачущий кавказец, разорванная цепь Прометея [прикованного на вершине Кавказа] и русский орёл на вершине Казбека; герб назван СПб герольдией «самогласным».
- Курская губерния — три летящие куропатки.
- Могилёвская губерния — три зелёные могилы.
- Орловская губерния — золотой Императорский [двуглавый] орёл на высокой средней башне серебряной крепости.

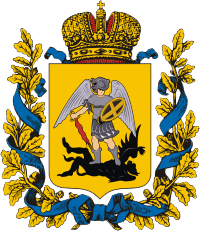
Архангельская губерния — Архангел Михаил
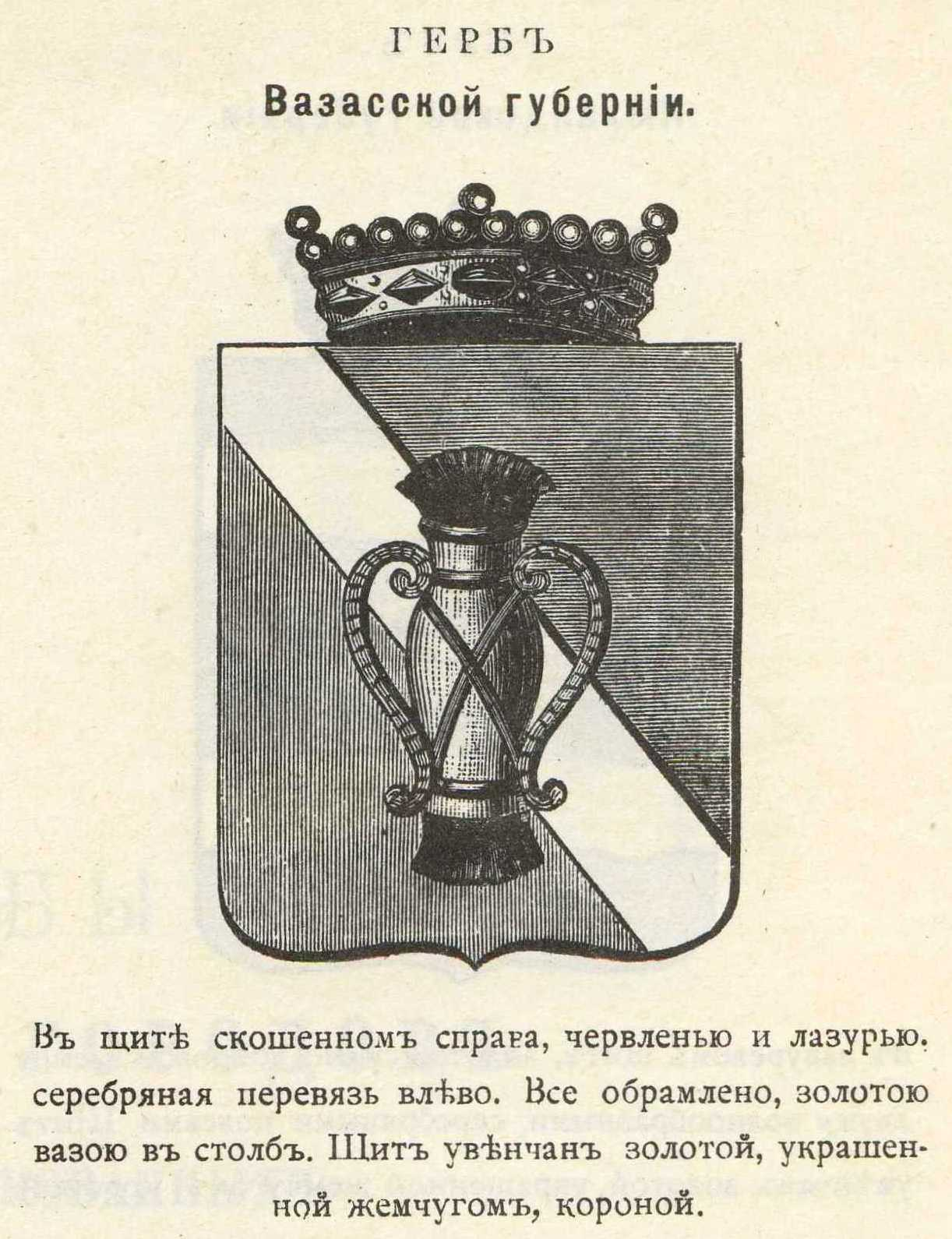
Вазаская губерния — ваза
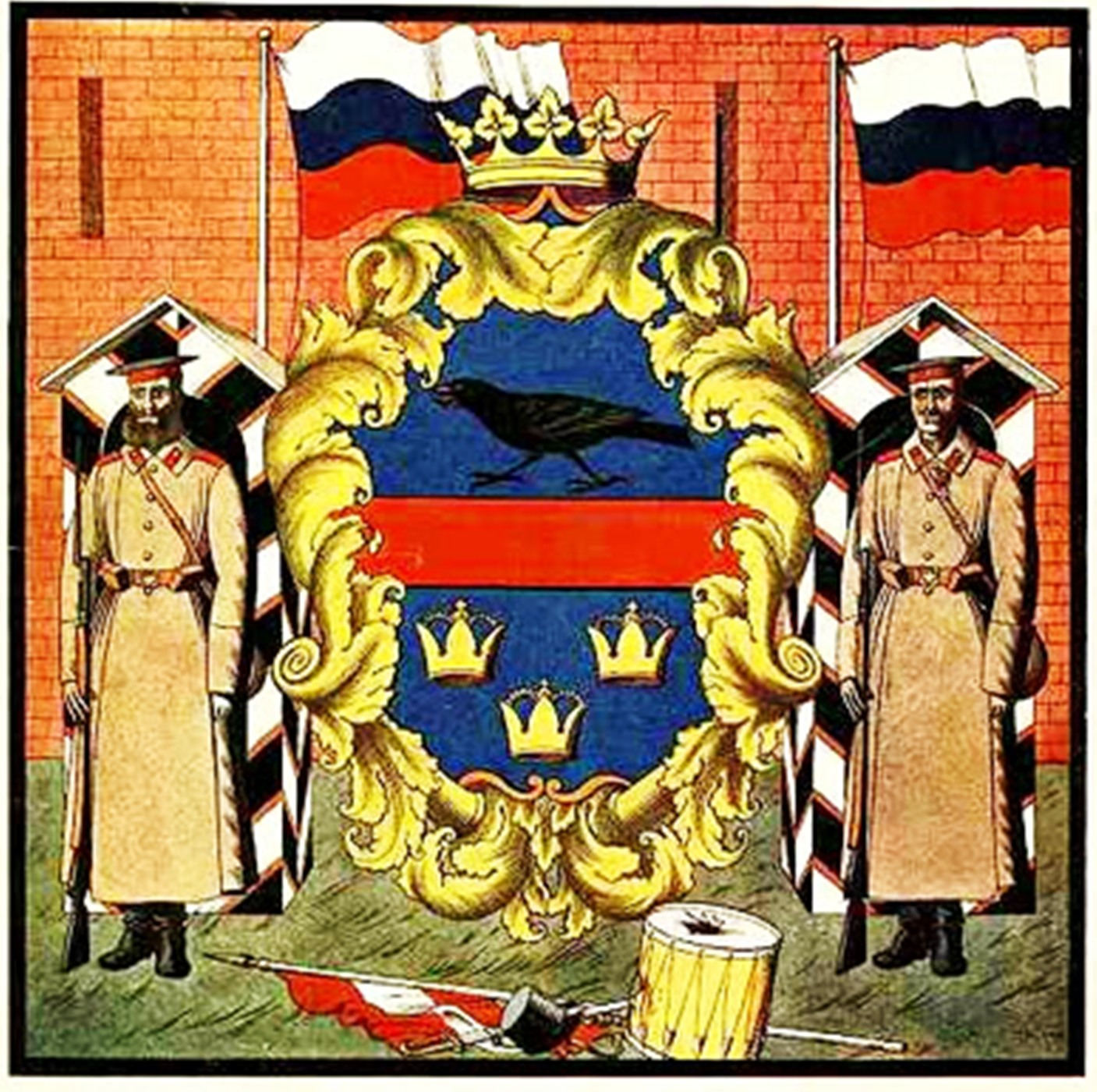
Галицкое генерал-губернаторство — галка
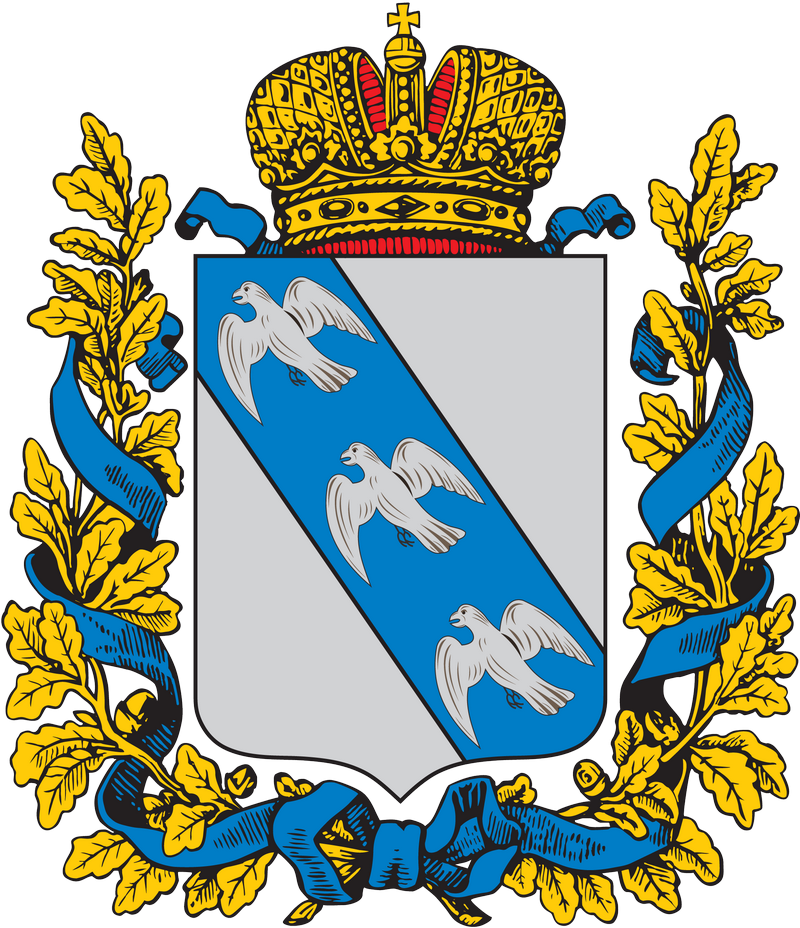
Курская губерния — куропатки
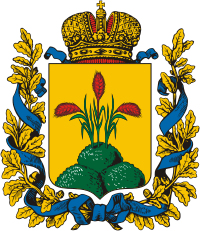
Могилёвская губерния — могилы
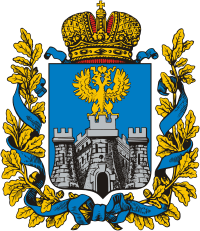
Орловская губерния — двуглавый орёл
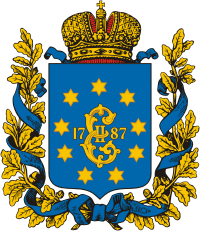
Екатеринославская губерния — вензель Екатерины II

### Города
- Архангельск (1730, 1781) — «архангел в синем одеянии, с крыльями и с огненным мечом, побеждающий диавола чёрного, в другой руке щит красный, поле жёлтое» 1730; «в золотом поле щита виден летящий Архангел, который вооружен пламенным мечем и щитом и поражает поверженного диавола» 1781.
- Балтийский Порт — часть моря с гаванью [портом].

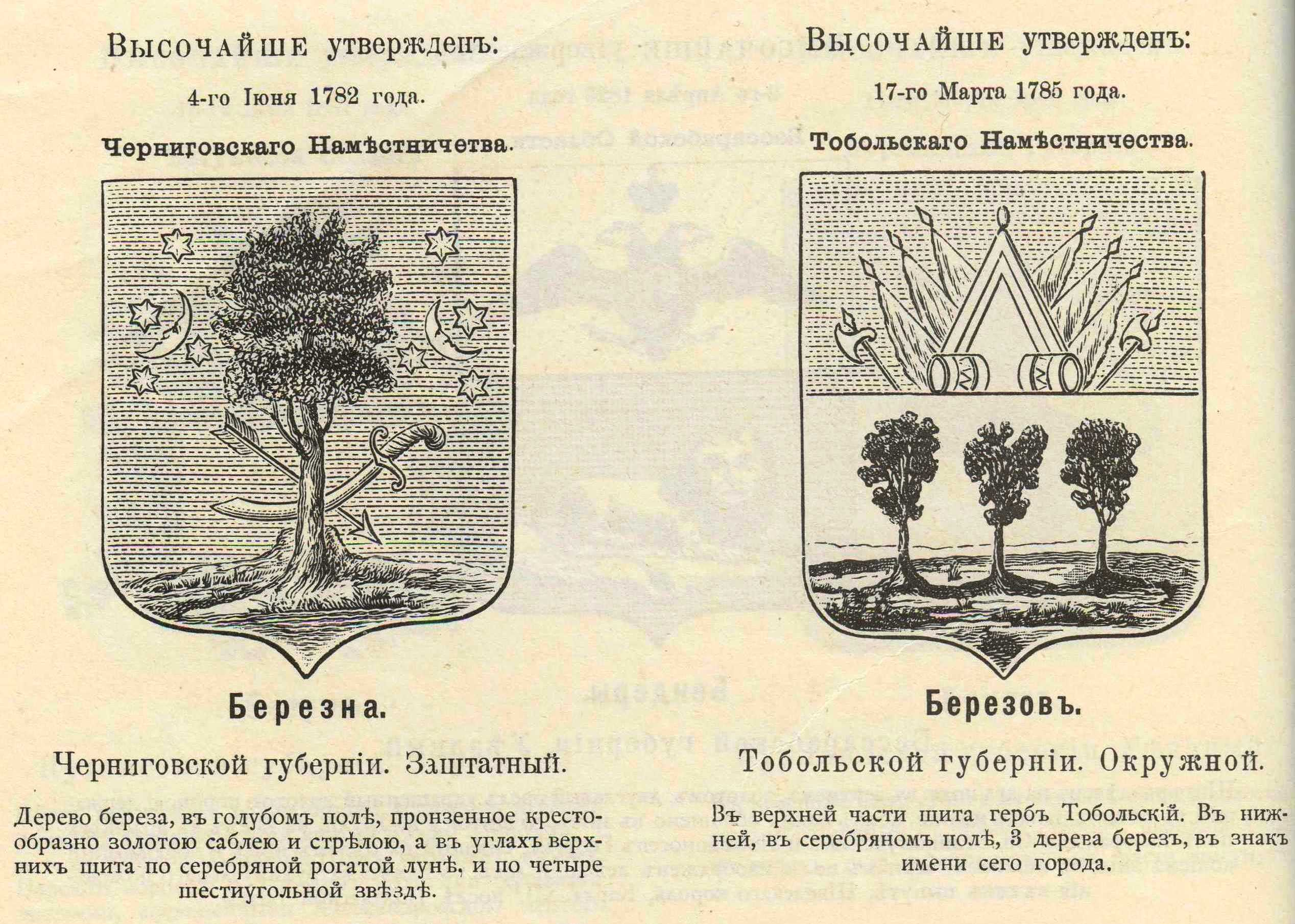
Гласные гербы Березны и Берёзова — берёзы

- Белозерск (1730) — «по-старому, озеро белое, в нём две стерляди желтые, над рыбами месяц с крестом, месяц белый, крест жёлтый, поле лазоревое». В гербе 1781 года озеро перестало быть белым и не выглядит как озеро.
- Березна (1782) — «дерево береза, пронзаемое крестообразно золотою саблею и стрелою».
- Берёзов (1785) — «в серебряном поле три дерева берез, в знак имени сего города».
- Бирюч — «бирючь — железное орудие, обвешенное звонками в красном поле, которым делали в старину объявления на торговых местах, означающий имя сего новаго города»
- Бобров (1781) — бобр (нарисован хорь).
- Буй — плавающий буй.
- Вейсенштейн [Белый камень] (1788) — два белых [нем. weissen] прямоугольных камня [stein].
- Великие Луки — в красном поле три золотые лука. Неправильный гласный герб — название города произошло от излучины реки Ловать.
- Верея — «в серебряном поле в диком лесу две дубовыя, воротныя вереи, с навесными золотыми крючьями, означающия собою имя сего города».
- Ветлуга (1779) — «в серебряном поле куст дерева ветлы, означающая имя сего города».
- Вильманстранд (1649, …) [Берег дикого человека] — заросший дикарь (лапландец) с дубиной. [швед.]
- Волковыск (1845) — обернувшийся волк.
- Волчанск (1781) — бегущий волк.
- Вязники (1781) — вяз.
- Газенпот (1850) — «в серебряном поле кирпичная городская стена с башнею, на коей развивается Российское знамя; над воротами, под карнизом, малый щиток, в двух верхних частях коего герб Курляндской губернии, а в третьей части на золотом поле белая заячья лапа (Газенпот); по сторонам ворот, над нишами, по одной бронзовой доске: на первой, с правой стороны, — год 1373, в котором даровано было Газенпоту городское право, а на другой — год 1795 — присоединения Курляндии к России. Щит украшен золотою городскою короною».
- Елец (1730, 1781) — «на белом поле олень красный, над ним ель зелёная» 1730.
- Ельня — три ели.
- Зми́ев (1803) — «извивающийся вверх золотой змий с градскою на голове его короною».
- Зубцов — старинные высокие зубцы городской стены.
- Изюм (1775, 1781) — три грозди изюма (красного винограда). В современном гербе города 1990-х виноград уже зелёный.
- Кадников — кадка, наполненная смолою.
- Камышин — заросли камыша.
- Кексгольм [Кукушкин остров] (1646, 1730) — «остров [швед. holm] зелёный, кругом его вода белая, к острову ворота с башнями кирпичные, поле синее; под воротами имя императорского величества Петра Великого». В гербе 1788 года изображён уже журавль под названием «цапля»[4] с камнем в лапе (но не кукушка и не на острове); герб перестал быть гласным. Предыдущий же герб же Кексгольма в том же году перешёл к Нейшлоту[4].
- Козлов (1730, 1781) — «козел белый, поле красное, земля зелёная» 1730.
- Коломна (1730, 1781) — «на лазоревом поле столб белый, на нём вверху корона, около две звезды» 1730, серебряная колонна с золотой канителью 1781.
- Короп — «большой карась» (в гербе на деле изображён карп).
- Котельнич — золотой котёл.
- Крапивня (Тульской губернии) — шесть ветвей крапивы.
- Красноборск — две красные сосны.
- Красный Холм — красный холм.

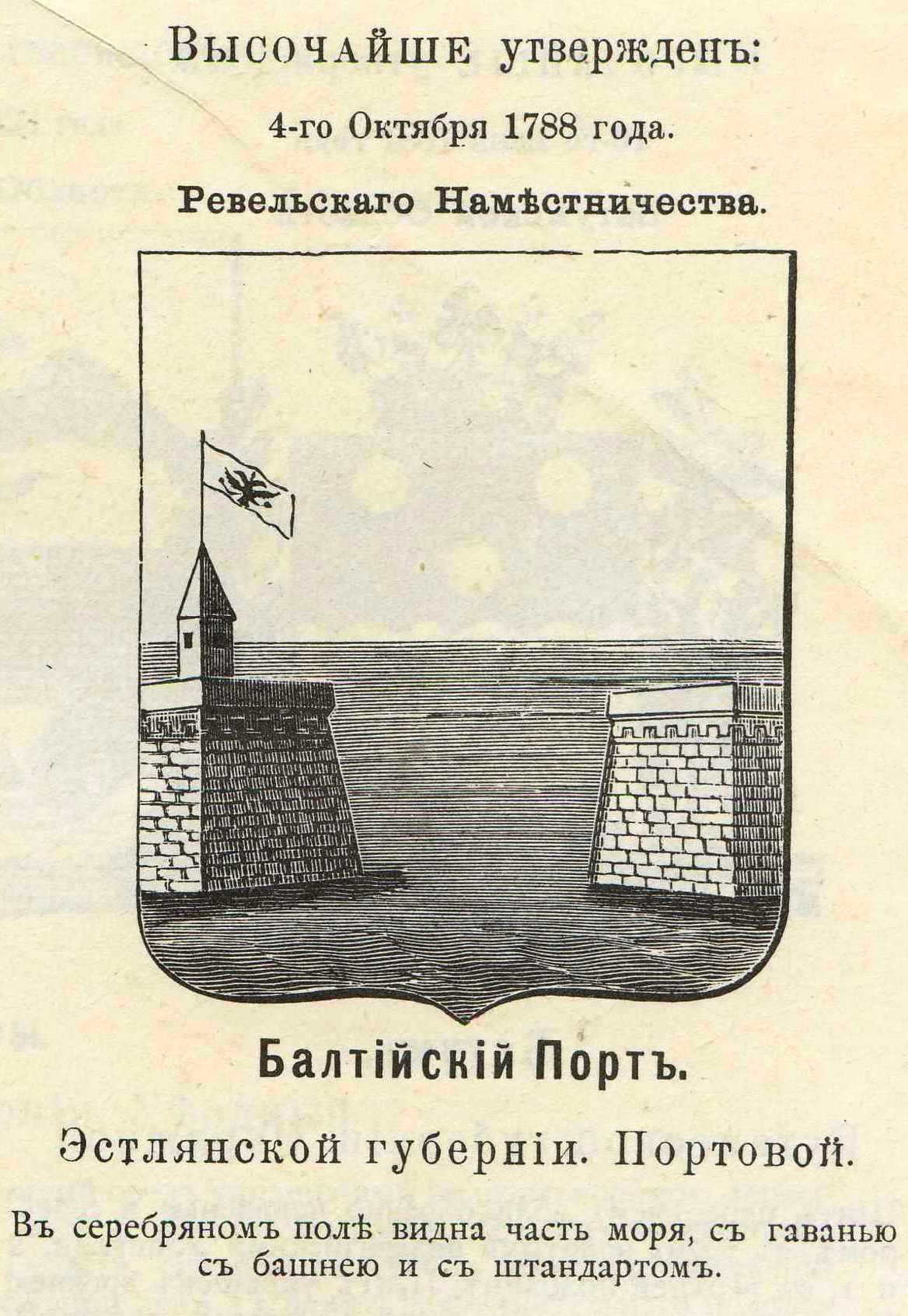
Балтийский Порт — гавань (порт)
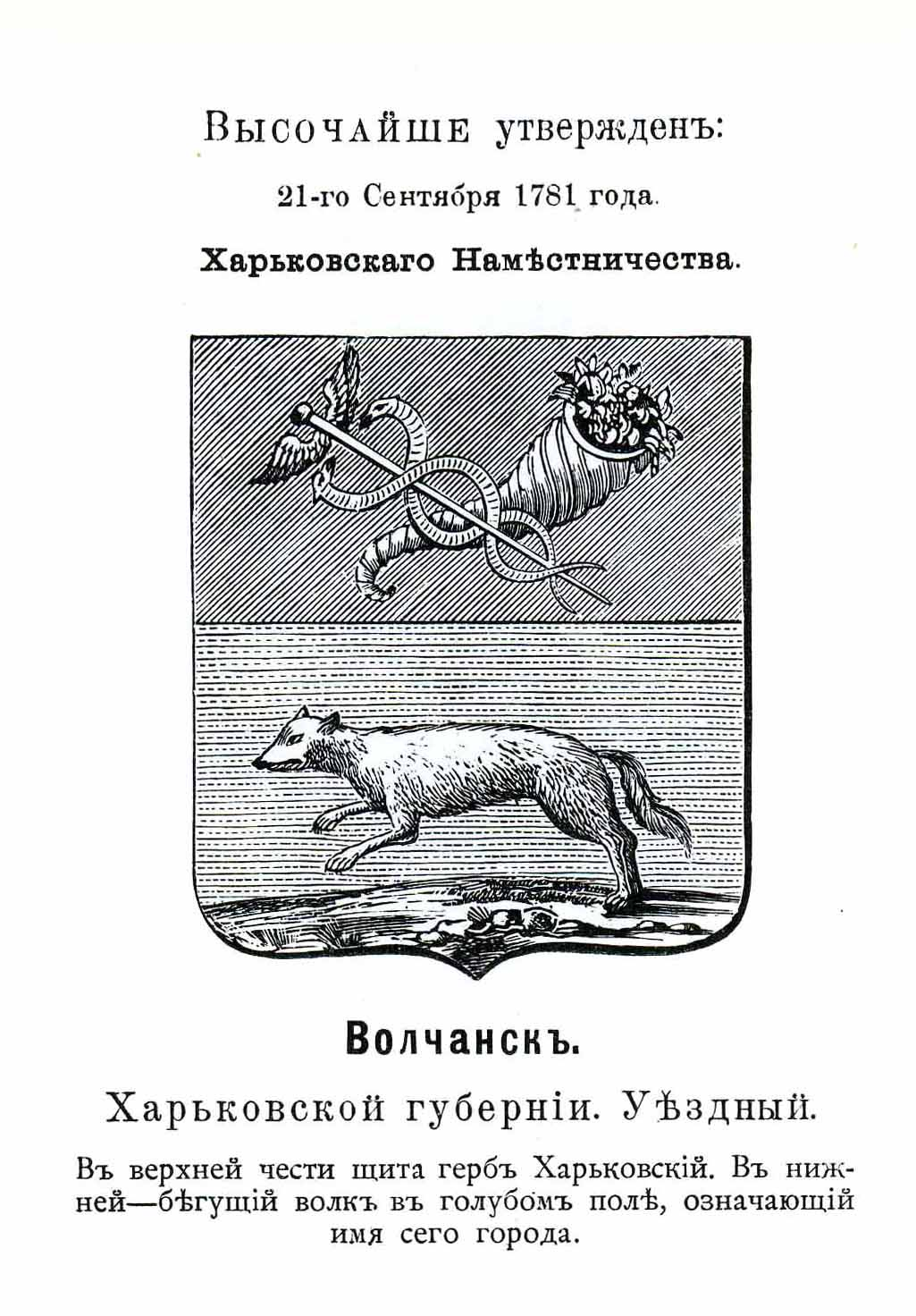
Волчанск — бегущий волк
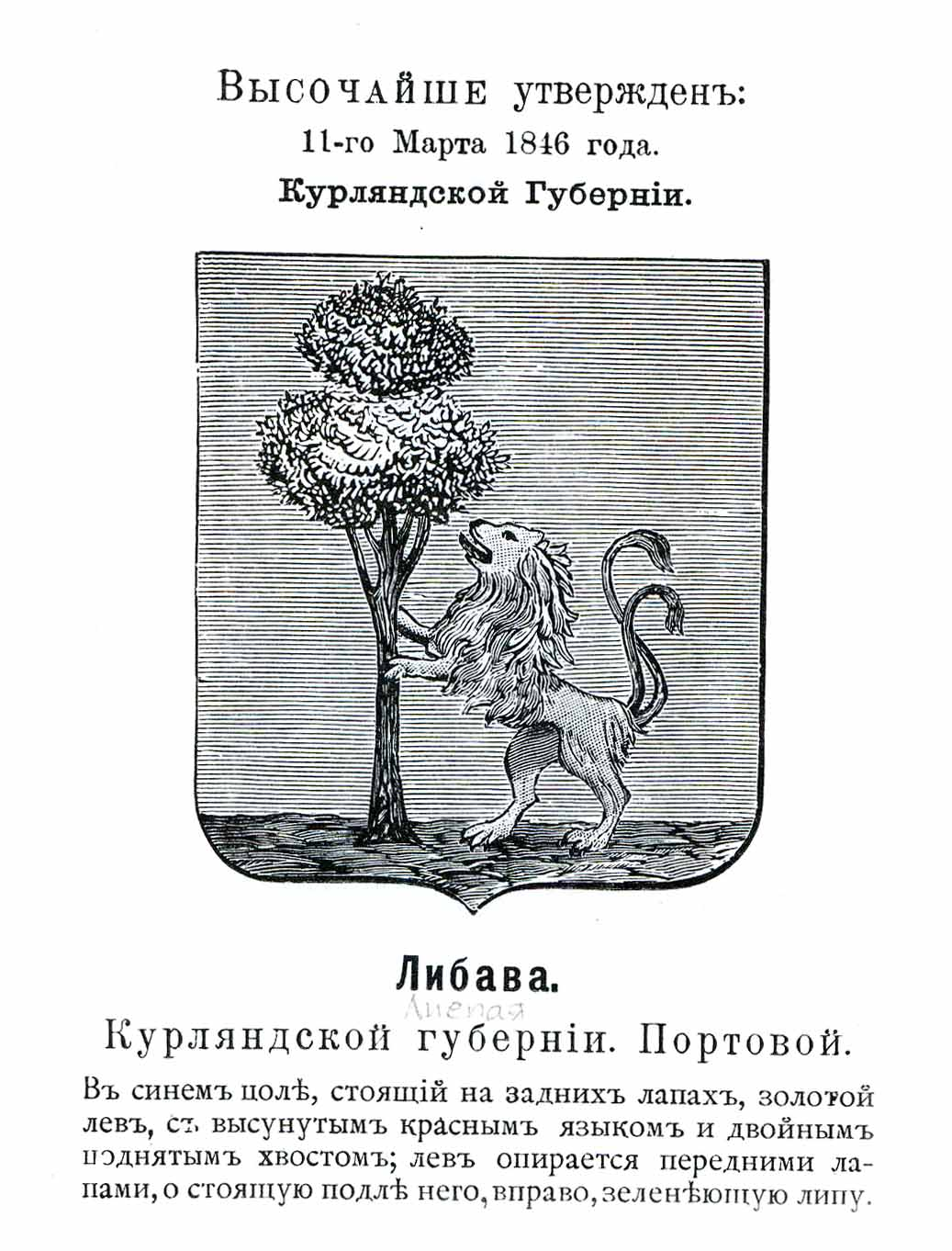
Либава — липа
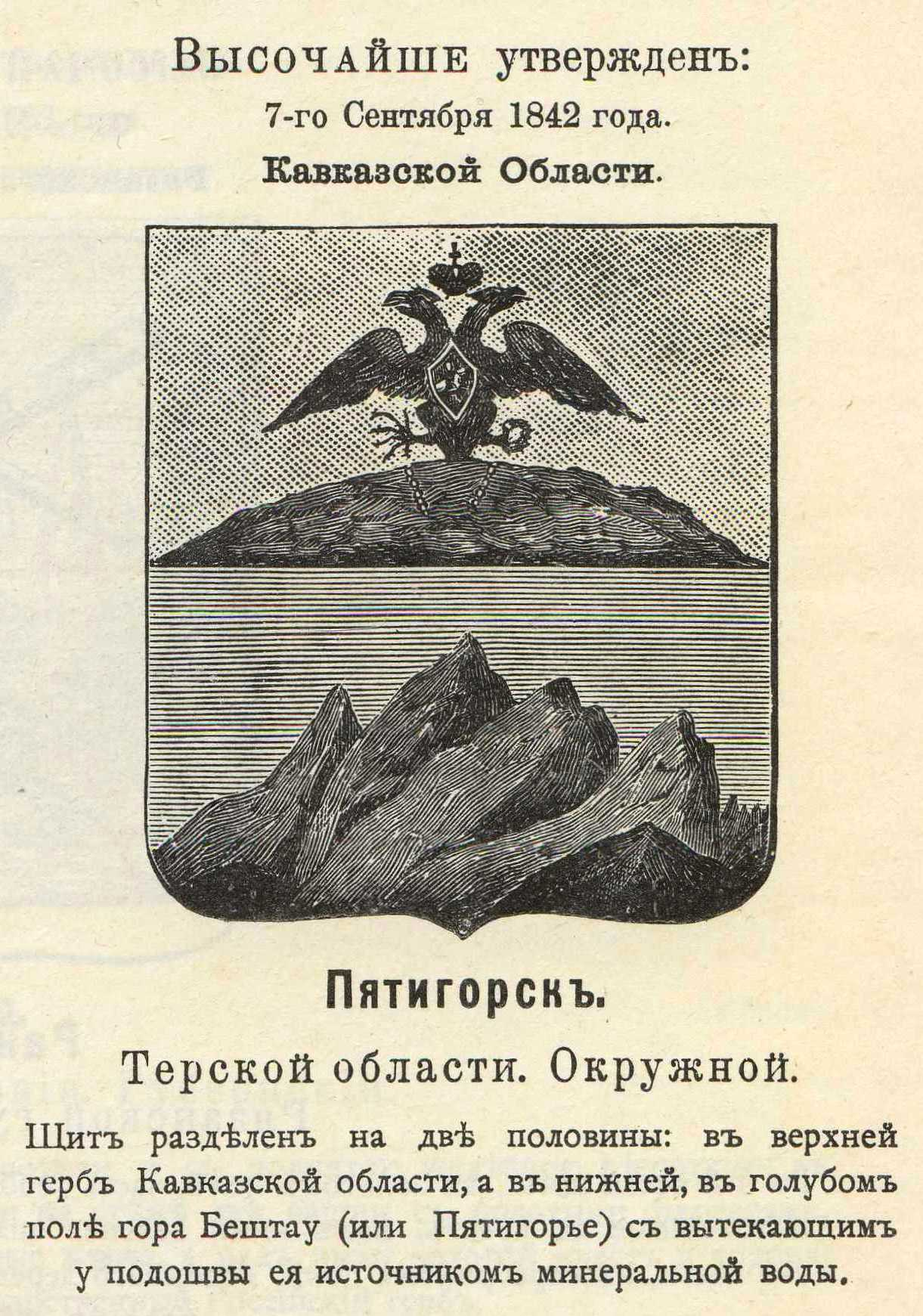
Пятигорск — пять гор
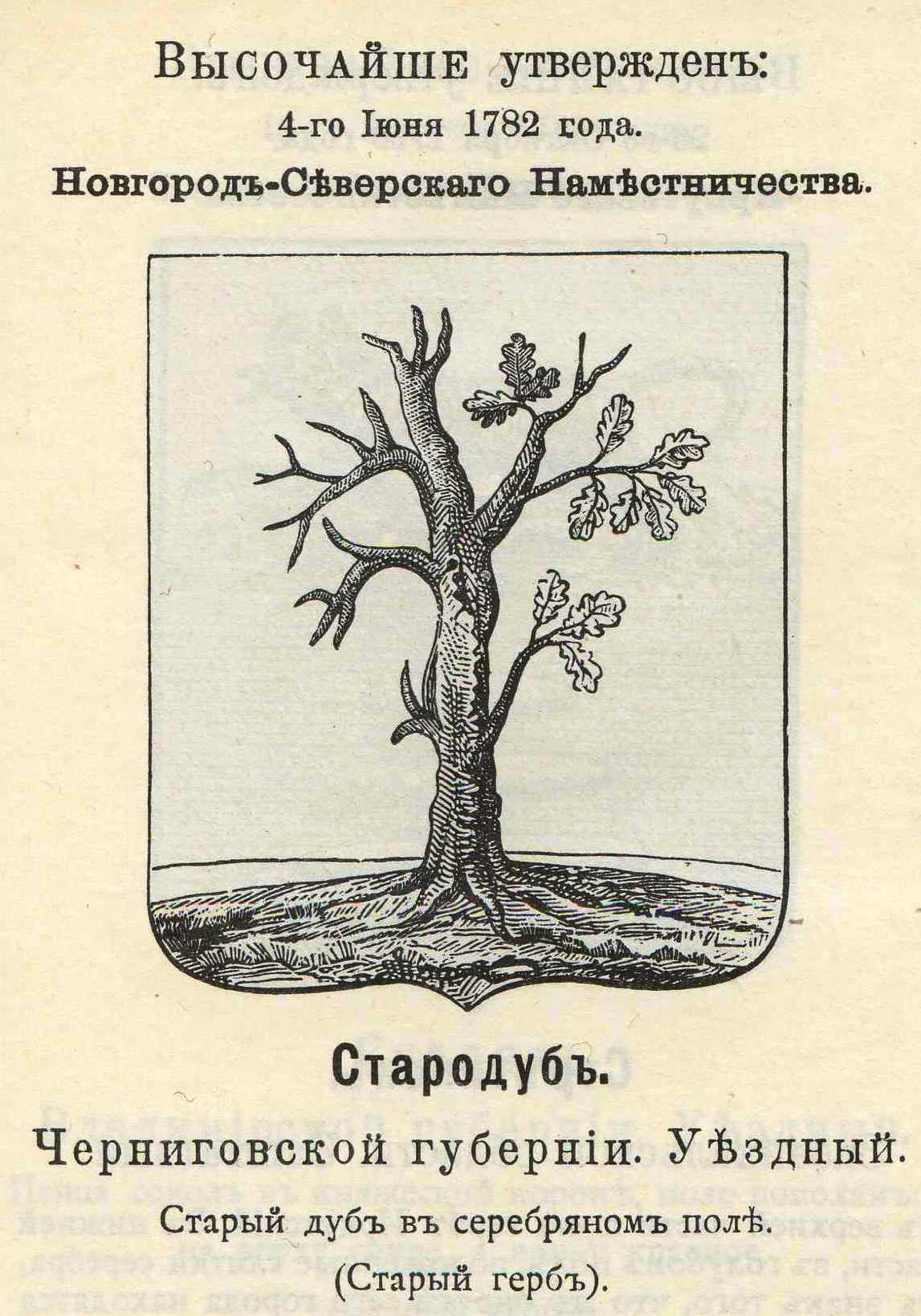
Стародуб — старый дуб

- Крестцы (1791) — «две большия дороги, перешедшия одна другую крестообразно, в зелёном поле, означая истинное имя сего новаго города» [изображён перекрёсток].
- Кронштадт [Корона-город] (1780) — двойной гласный герб — для города и территории: в левом поле на маяке корона (швед. krone), в правом «в красном поле на острове чёрный котел, а кругом вода» (гласный для острова Котлин) 1780; «вдоль половина поля красная, а другая лазоревая, на лазоревом караульная высокая башня с фонарем, наверху корона, а на красном поле чёрный котел, кругом острова вода» 1730.
- Кроншлот (1730) — «на море Кроншлот белый, наверху корона [швед. krone] и флаг, поле лазоревое».
- Кузнецк Саратовской губернии (1781) — «наковальня, клещи и молоток в красном поле, понеже сей город наполнен кузнецами, от котораго рукоделия и имя свое получил».
- Кузнецк Томской губернии (1804) — «в золотом поле кузница с принадлежащими к ней орудиями».
- Курган (1785) — «в зелёном поле два серебряные кургана: по имени сего города и в знак, что оные при самом городе находятся».
- Курск (1730) — «три куропатки, натурально летящия, в синем поле на изкось, а по обеим сторонам белые поля» 1730.
- Либава (1846) — стоящий на задних лапах лев опирается на зеленеющую липу.
- Липецк (1781) — большое липовое дерево.
- Львов (1914) — лев на задних лапах (исторический герб в Червонной Руси, Австро-Венгерской империи, Российской Империи, СССР и Украине).
- Малоархангельск (1781) — «в золотом поле летящий Архангел с пламенным мечем, которым поражает диавола».
- Медынь (1777) — «голубой щит, насеянный златыми [цвета меда] пчелами, изъявляющий, как обильство оных, в окружностях сего города и самое наименование онаго».
- Меленки (1781) — золотая ветряная мельница.
- Мирополье (1781) — «двойной» гласный герб: [мирное] поле, засеянное житом; и маслина (масличная ветвь), приносящая миро.
- Наровчат — «в голубом поле гора, на которой видны вновь зачатые звериныя норы, означающие имя сего города».
- Нейшлот [Новый замок] (1788) — замок [швед. Nyslott] с башнями. Это гласный шведский 1646 года и русский 1729 года герб Кексгольма, неожиданно перешедший к другому городу[4].
- Нижний Ломов (1781) — пять железных ломов, направленных концами вниз (расположенное рядом село Верхний Ломов, лишённое статуса города, — те же ломы концами вверх; оба герба одинаковы и приняты в один день).
- Новотроицк какой именно, не указано (1730) — «белый крест, в средине имя Божие на три угла жёлтое, поле красное» (крест — символ Троицы).
- Ораниенбаум — померанцевое [апельсиновое] дерево.
- Орёл (1730, 1781) — «город белый, на воротах орел одноглавый чёрный, сверх орла корона золотая, в синем поле» 1730, «в синем поле, белый город, на воротах которого чёрный одноглавый орел с золотою на голове короною» 1781.
- Орлов (1781) — «в серебряном поле сидящий при реке орёл».
- Оса (1783) — «в серебряном поле, стоящий на дереве улий с летающими около него пчелами, означающий, что жители сего города имеют довольно мёду». Возможно, неправильный гласный герб: название происходит от гидронима[5].
- Павловск (Воронежской губернии) (1730, 1781) — «святый Апостол Павел в серебряном поле» 1781.
- Печоры (Псковской губернии) — «двойной» гласный герб: «из камня, называемого печера, изображена гора, в которой видна пещера, каковая действительно и существует».
- Питершанц (1730) — «герб вновь учинить: Петровы шанцы красные на камне белом, поле лазоревое».
- Плёс (1779) — «в серебряном поле река, с выходящим из нея плесом, означающее имя сего города».
- Покров (1781) — «в синем поле две выходящия из облак руки, держащия золотой покров, означающий имя сего города».
- Повенец (1788) — «в серебряном поле пирамида каменная, украшенная дубовым венком» [венцом].
- Рогачёв (1781) — «чёрный бараний рог, в золотом поле, означающий имя сего города».
- Рыбинск — рыба (стерлядь).
- Рыльск (1730, 1893) — «против новоучиненного: на жёлтом поле кабанья голова» 1730, «черная отрезанная кабанья голова [рыло] с червлеными глазами и языком и серебряными клыками» 1893.
- Ряжск — «построенный на реке ряж, означающий имя сего города».
- Семипалатинск (полковой герб XVII века) — семь башен [палат].
- Сенно — коса и сено.
- Серпейск (1777) — «в зеленеющем поле два серебряные серпа, вместе сложенные, с златыми рукоятками, изъявляющие самое имя сего города».
- Скопин (1829) — «в голубом поле [в небе], летящая птица скопа, означающая имя сего города».
- Сосница (1782) — «сосна, на которой золотой улей и вокруг золотыя пчелы, а на оную для добычи меду взлезает чёрный медведь».
- Солигалич (1779) — «в золотом поле, три ступки соли — в знак, что в сем месте издавна заведены соляныя варницы, почему и город именован».
- Соликамск (1783) — «в золотом поле, соляной колодезь, с опущенным в него ведром для вынутия соли, и с означенными на оном соляными потоками».
- Сольвычегодск (1781) — «две ступки соли, в красном поле».
- Стародуб (1730, 1781) — «дуб старой, стоящий на зелёной земле, поле белое» 1730.
- Ставрополь (Самарской губернии) (1780) — «в золотом поле трехугольная крепость, в средине которой водружен чёрный крест, означающий имя сего города: ибо Ставрополь есть греческое слово, в переводе означающее город Святаго Креста» [«ставрос» — крест, «полис» — город].
- Старица (1780) — старица [старая женщина] с костылем.
- Сумы (1775, 1781) — три сумы, застёгнутые на пуговицы.
- Сычёвск (1780) — птича сыч.
- Чернь — «в серебряном поле протекающая река Черная [чёрного цвета]; сей цвет доказывает её глубину».
- Шлюссельбург (1730), Шлиссельбург (1780) [Ключ-город] — «ключ золотой, под короною императорскою золотою…; внизу крепость белая, поле синее» 1730, «в голубом поле, серебряная золотая стена [в виде замочной скважины], над нею золотой ключ с Императорскою короною» 1780.
- Ядрин (1781) — «треугольною пирамидою сложенныя пушечныя чугунныя ядра, в красном поле, означающия собой имя сего города».

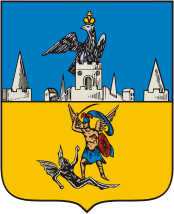
Малоархангельск — какой именно Архангел, не сказано
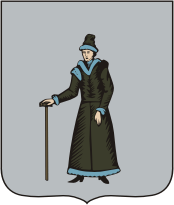
Старица — старица
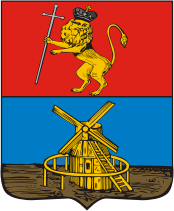
Меленки — мельница
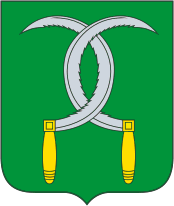
Серпейск — два серпа
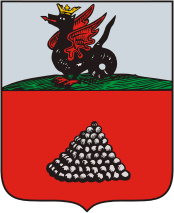
Ядрин — пушечные ядра
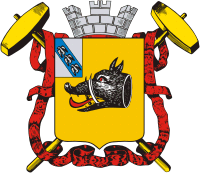
Рыльск — кабанья голова (рыло)

#### Полугласные гербы
Белостокская область — белый орёл.
Семиреченская область — в верхней части (главе) щита изображены семь российских государственных орлов.
Харьковская губерния (кроме промежутка 1878—1887) — рог и жезл образуют букву Х.
Черниговская губерния — чёрный орёл.
- Ахалцих [Новая крепость груз.] (1843) — старая крепостная стена.
- Баргузинск (1790) — сидящая «летучая белка» [баргуза].
- Бийск (1804) — «в голубом поле, на золотой горе, горная шахта» [выбитая в скале].
- Белёв (полковой герб начала XVII века) — выходящая из белого облака рука крестит город. Герб 1778 года (горящий красным пламенем ржаной жёлтый сноп) уже не гласный.
- Белый (Смоленской губернии) (1780) — «два белые мешка с крупитчатою мукою, перевязаны золотыми шнурами».
- Брянск (1730, 1781) — «мортира золотая, а по сторонам по куче бомб черных, поле красное» 1730, «в красном поле золотая мортира с положенными по сторонам пирамидою бомб» [ядер; символизирует воинскую брань] 1781. Неправильный гласный герб — название города произошло от слова «дебри» (Дебрянск).
- Бутырская слобода (1730) — «по старому гербовнику, центавр [буцентавр], а именно: по пояс человек, а ниже: туловище, ноги и хвост лошадиные белые, в руке лук со стрелою, поле красное, лук и стрела желтые.»
- Венден — на крепостной стене стоит воин-венд с мечом.
- Вознесенск — «сокол, парящий [возносящийся вверх] над рекою Бугом».
- Воронеж (1730) — «по-старому, две пушки [с воронёными стволами] на станках желтые, из одной пушки выстрелено, и на ней сидит орел белый одноглавый, поле красное».
- Воскресенск — «золотое солнце, яко принятый всеобщий знак (Воскресения), означающий имя сего города» (полугласный старый герб Российской Империи). Новый (с 2006 года) — чисто гласный (на солнце помещена икона Иисуса Христа).
- Грудек — две золотые горы [напоминающие женские груди] по сторонам герба «в знак положения сего города между горами».
- Духовщина — «розовый куст, производящий приятный дух».
- Звенигородка (1782) — «серебряная зубчатая стена [городка], увенчанная тремя башнями». Современный герб (воин с мечом) не гласный.
- Ковель — серебряная подкова.
- Коротояк Воронежской губернии (1730, 1781) — «магазейн красный, а над ним [короткий] рог [яка] с довольством [плодами и цветами], внизу река, поле лазоревое» 1730.
- Красноярск (1804) — красная гора. (Также существует мнение, что гора [либо склон горы] в XVII веке могла называться яром — в таком случае герб гласный полностью.) Герб города 1851 года, как и современный герб (оба — лев с серпом и лопатой), уже не гласные.
- Красный (1780) — «ворота и две башни красного цвета в серебряном поле, означающие имя сего города».
- Лодейное Поле (1788) — изображена не ладья, а другой корабль — морской военный фрегат Петровского времени.
- Новосиль (1778) — «по зелёному полю, разметанные чрез ряд: цветки васильки…»
- Овруч — Архангел Михаил, держащий обоеруч: в правой руке меч, в левой — весы.
- Петрозаводск (1781) — «три железные молота, покрытые рудоискательною лозою, в знак изобилия руд и многих заводов, обретающихся в сей области».
- Путивль (1730) — «поле сверху белое, а внизу жёлтое, в средине сукно красное, кругом покромы красные с чёрным, на сукне два челнока золотые, с цевками красными» [полоса, по которой движутся два челнока, символизирует путь].
- Поречье (1780) — «серебряная река в зелёном поле, по которой вниз плывет стрела, означая имя сего новаго города».
- Пудож (1788) — «три пучка [пуда] льну», «пуки льна».
- Севск (1730, 1781) — гласный герб наоборот — не сев, а жатва: «один сноп золотой ржаной на зелёном месте, поле синее» 1730.
- Спасск (Тамбовской губернии) (1781) — «черный крест, в золотом поле, соответствующий сим знаменованию имени города» [крест — символ спасения].
- Спасск (Рязанской губернии) (1779) — «В 1-й части щита, в золотом поле, часть из герба Рязанского: серебряной меч и ножны, положенные на крест; во 2-й части щита, в красном поле чёрный крест».
- Троицк[6] (1730) — «крест жёлтой под короною, по-старому, поле красное» (крест — символ Троицы).
- Троицкосавск (1846) — «в нижней, пространной [части герба] — в голубом поле рог изобилия, из коего сыплются золотые монеты [сев]; по сторонам оного, в песчаном грунте, слева казак, а справа бурят, оба верхом на конях».
- Чернигов (1730, 1781) — «черный орел одноглавый под короною, в левой ноге крест жёлтый, а корона, нос и ноги желтые же» 1730.
- Чёрный Яр (1846, 1853) — чёрная гора.
- Шуша (1843) — скачущий золотой конь породы карабах (герб гласный для Карабаха).

Примеры полугласных гербов
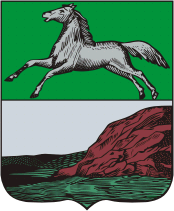
Красноярск (1804) — красная гора
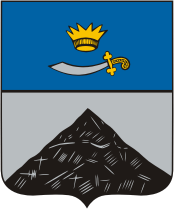
Чёрный Яр (1846) — чёрная гора
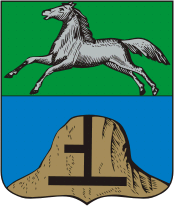
Бийск (1804) — горные шахты
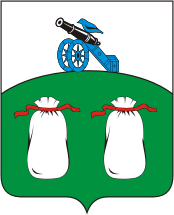
Белый (1780) — белые мешки
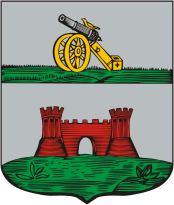
Красный (1780) — ворота и башни красного цвета
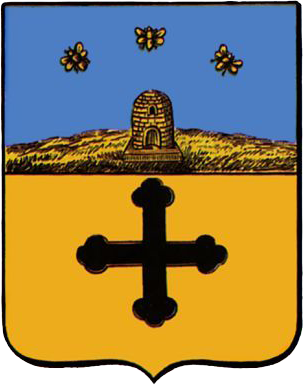
Спасск Тамбовский (1781) — крест
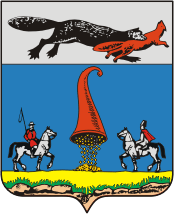
Троицкосавск (1846) — сев золотых монет

#### Гербы с вензелями и литерами

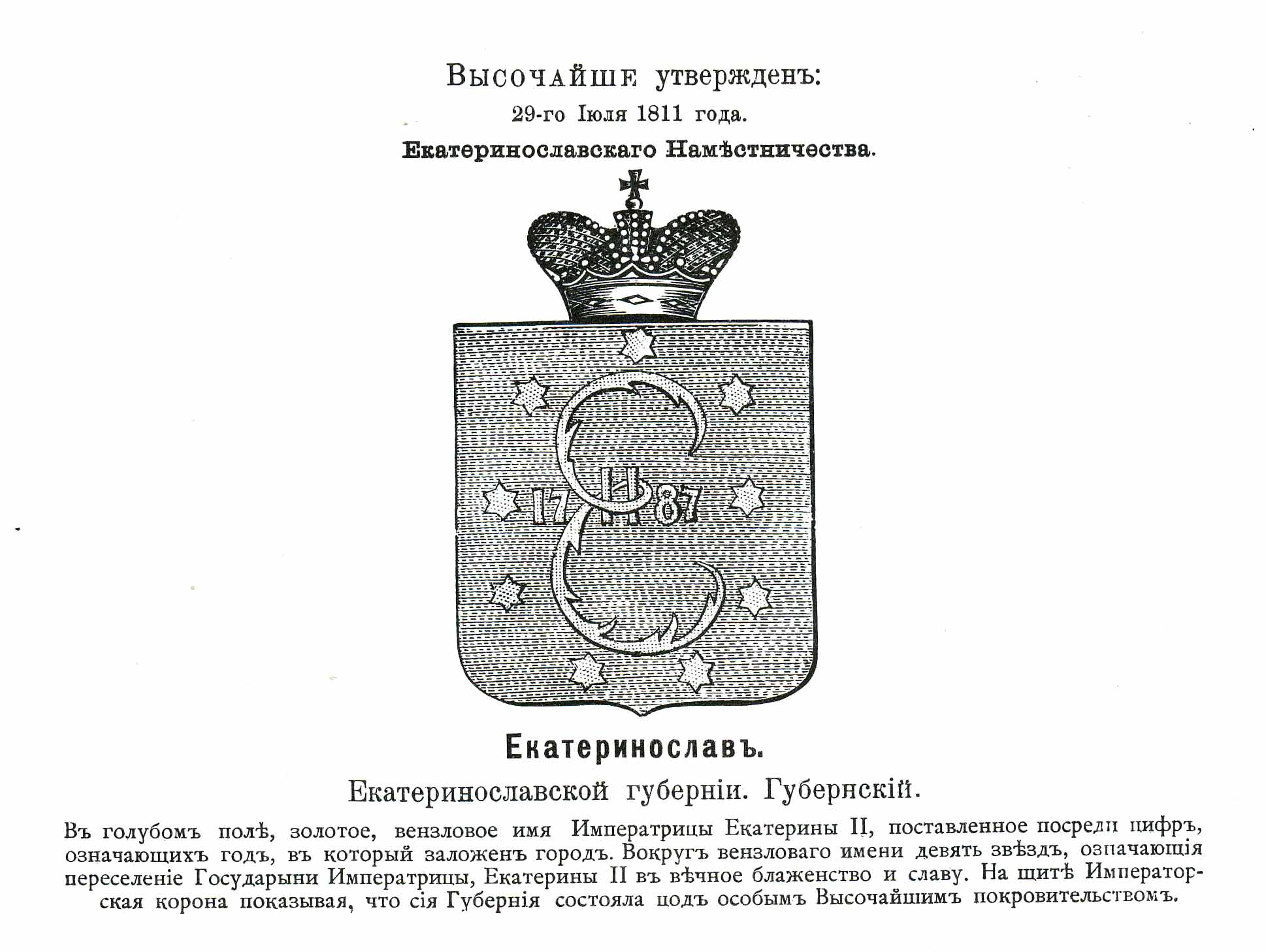
Герб Екатеринослава, 1811

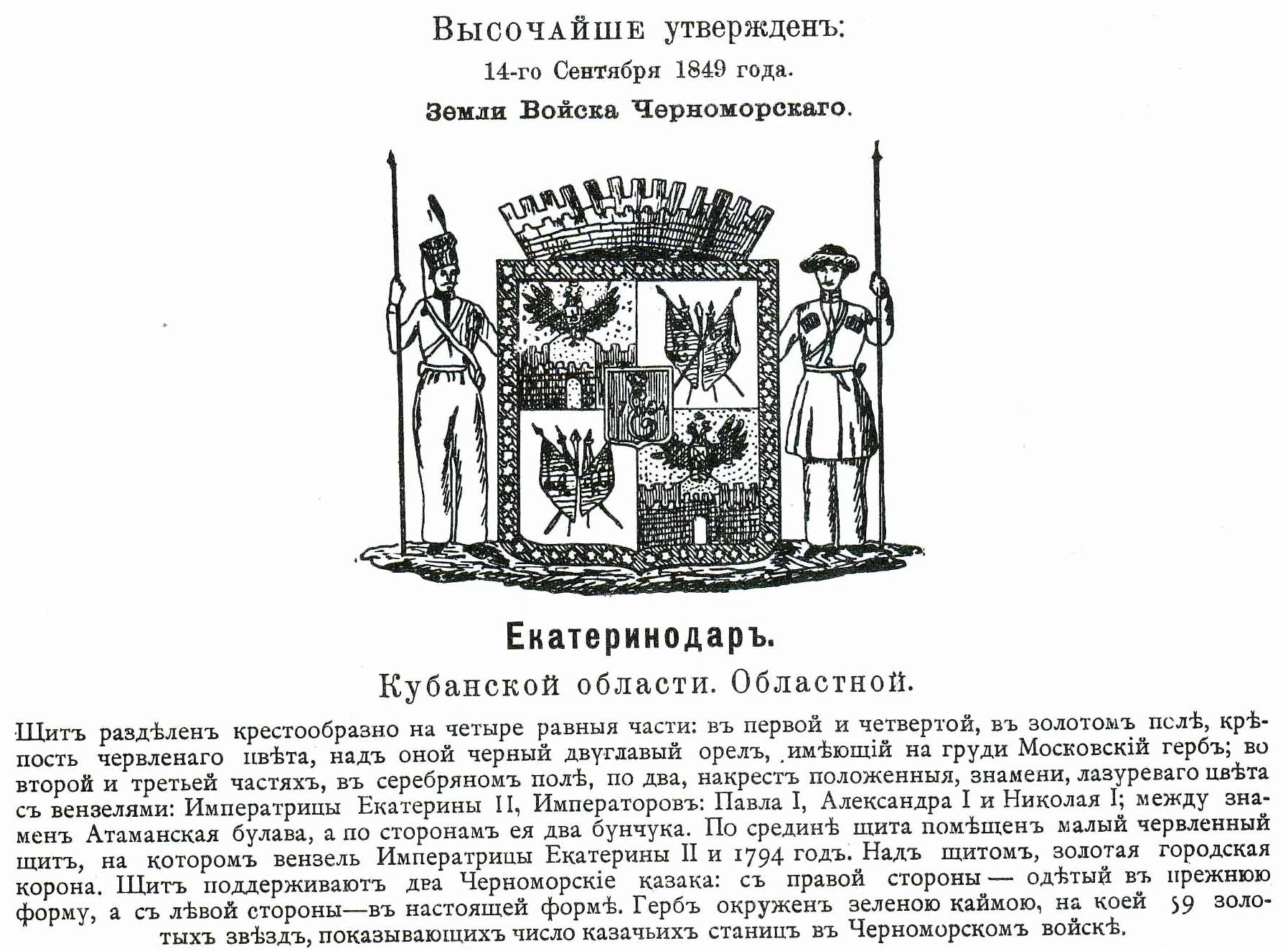
Герб Екатеринодара, 1849

Гласные гербы, в которых буквенное изображение (одна или несколько букв) означает название города.
- Борисоглебск (Романов-Борисоглебск, 1778) — вокруг Ярославского герба (медведя с секирой) «в золотом поле венец из роз, лазоревою лентою связан; в каждой розе по букве золотой; все же буквы составляют название онаго города» [Борисоглебскъ — по кругу слева направо].
- Верхотурье (1789) — «в серебряном поле соболь, со стрелою и буквою В означающую имя сего города».
- Верхне-Удинск — повёрнутый вниз рог изобилия и кадуцей, перекрещиваясь, образуют подобие буквы У.
- Винница (1781) — центральный элемент — рыболовный крюк в виде буквы W и две сабли в виде буквы V: «герб, данный в 1650 году Королём Яном Казимиром, который изображает в красном поле золотую уду на два жала в стороны разделенную, а в корне содержащую крест [W], под которою косым крестом же положены два меча натурального вида [V]».
- Выборг (1730, 1788) — главный элемент — большая буква W: «по-старому, какой прислан из Выборга, на лазоревом поле внизу литера W, поперек полоса золотая, над нею три короны, а сверху два ангела с крыльями, в одеянии красном, крылья у одного лазоревые, а у другого желтые» 1730.
- Гатчина (1800) — центральный элемент — большая прописная литера G на лазоревом щите.
- Иванегород (1730), Ивангород — «город белый на зелёной земле, вверху поле лазоревое, на нём орел двоеглавый летящий; в устах у орла Имя Царя Ивана Васильевича».
- Екатеринодар (1849) — вензель Екатерины II «Е II».
- Екатеринослав (1811) — главный элемент — вензель Екатерины II «Е II».
- Елисаветград — вензель Елизаветы Петровны «Е».
- Мосальск (1777) — чёрный орёл в правом когте держит «червленый щит с княжескою шапкою, увенчанный, с златою литерою М…»
- Новотроицк (1730) какой именно, неизвестно — «белый крест, в средине Имя Божие на три угла жёлтое; поле красное».
- Павловск (1801) — вензель Павла I «П».
- Петергоф (1831) — вензель Петра I «PPI» (Petrus Primus Imperator).
- Харьков (1775, 1781, 1887) — повёрнутый вверх рог изобилия и кадуцей, перекрещиваясь, образуют букву Х.
- Хотин (1826) — две сабли над за́мком, перекрещиваясь, образуют прописную букву Х.

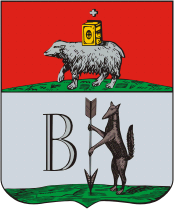
Верхотурье, 1788
Выборг, 1788
Гатчина, 1800
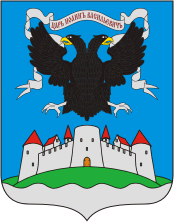
Ивангород, 1729
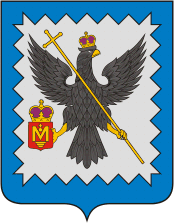
Мосальск, 1777
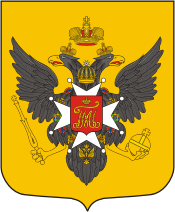
Павловск, 1801
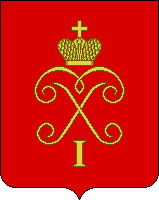
Петергоф, 1831

### Гласные гербы русского дворянства
В гербе явно (гласно) либо неявно (символически, либо по ассоциации, либо по игре слов — полугласно) отражается фамилия либо название рода гербовладельца.

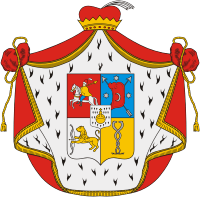
Герб князей Черкасских

- Грипенберг (финский род) — двойной гласный: «в лазуревом щите, на зелёной горе золотой гриф, держащий в правой передней лапе серебряное ядро». [Gripenberg: grip — гриф, berg — гора].
- Горихвостовы — горихвостка.
- Пистолькорс [швед. «пистолет крестом»].
- Стенбок (швед. «каменный козёл») — в золотом поле выходящий вправо чёрный козёл.
- Черкасские князья — на белом коне скачет черкас.

А. Б. Лакиер приводит в «Русской геральдике» на 1855 год 65 русских дворянских фамилий, имеющих гласные гербы (в скобках указаны том и страница Общего гербовника дворянских родов Всероссийской Империи, которых к тому времени было издано 10 томов из 21):
1. Андреевых (III, 121; в зелёном поле три положенных один под другим серебряных Андреевских креста);
2. Араповых (IV, 98; в нижней части в серебряном поле, арап (негр), плывущий в лодке по взволнованной воде в правую сторону);
3. Алмазовых (V, 98; нижняя половина герба занята изображением в золотом поле алмаза четырёхгранной формы);
4. графов Бобринских (I, 27; кроме других эмблем в верхнем, левом, поле щита, разбитом на две части — верхнюю, серебряную, и нижнюю, красную — восходит бобр с левого нижнего угла к правому верхнему косвенно и преобразуется на серебре в красный цвет, а на красном в серебро);
5. Борзовых (I, 81; в нижнем зелёном поле собака, бегущая вправо);
6. Булатовых (III, 135; в красном поле три серебряные огнивы, положенные диагонально к нижнему левому углу);
7. Балк-Полевых (II, 122; в голубом поле положенное наискось золотое бревно). Такая же эмблема в гербе Поленовых;
8. Бушманов (X, 127; в голубом поле означен серебром человек с бородою и с согнутыми по бокам руками, стоящий на земле; он препоясан листвием и в правой руке держит дубину, подъятую на плечо. Та же фигура повторяется в нашлемнике;
9. Барсуковых (VI, 156; в зелёном поле барсук, бегущий вправо);
10. Березниковых (VIII, 45; в красном поле береза);
11. Вожжинских (I, 87; в щите зелёного цвета изображено колесо св. Екатерины с проходящими чрез него по перевязи влево двумя клетчатыми тесьмами из серебра и красного цвета, в нашлемнике видна половина такого же колеса и над ним узел из подобной тесьмы);
12. Волковых (III, 120; VII, 64; волк);
13. Ворониных и Вороновых (VII, 122; III, 134; вороны);
14. Ган (I, 129; петух);
15. Гогель (I, 141; птица, называемая гогель);
16. Дубенских и Дубянских (IX, 20; II, 141; дуб);
17. Дубровских (VII, 135; вид дубравы);
18. Ельчаниновых (IV, 44; ель);
19. Железновых (I, 119; в нижнем красном поле надвое разбитого герба представлена выходящая из облаков рука, держащая полосу железа);
20. Жердиных (III, 119; поставленные в зелёном поле две серебряные жерди);
21. Журавлевых (I, 90; журавль);
22. графов Канкриных (X, 16; рак);
23. Карповых (X, 28; в серебряном поле плывущая по воде рыба карп);
24. Ключаревых (V, 88; ключи);
25. Козиных (VII, 60; козлерог);
26. Козловых (II, 137; III, 73; козел и вместо целого козла его голова);
27. Комаровых (I, 126; в серебряном поле рой комаров);
28. Коченевских (I, 103; кочни капусты);
29. Крыловых (V, 143; два распростёртых черных орлиных крыла);
30. Кузнецовых (III, 124; в красном поле, между двумя серебряными молотками, шпага, острием обращенная вверх);
31. Лавровых (V, 87; в нижнем серебряном поле лавровое дерево; щитодержатели — два орла с лавровыми в клювах венками);
32. Лаптевых (III, 123; в красном поле между двумя золотыми львиными лапами, выходящими с боков щита, шпага острием вверх);
33. Лауренбергов (III, 101; лавровые венки);
34. Лебедевых (I, 145; в нижней, серебряной, части герба плывущий по воде вправо лебедь с вишневою во рту ветвью);
35. Липняговых (I, 135; липа);
36. Лучковых (III, 133; в золотом поле лук);
37. Медведевых (I, 148; на голубом поясе три медвежьи лапы);
38. Муравьевых (II, 138; муравьи);
39. Орловых (VIII, 91; орел);
40. Пересыпиных (III, 147; из кучи насыпанных в золотом поле хлебных зерен выходит эфес воткнутой в неё шпаги);
41. Подрезовых (III, 126; в зелёном поле между тремя снопами, перевязанными чёрным, находится серп с золотою рукояткою);
42. Пушешниковых (VII, 57; в красном поле серебряная пушка);
43. Пушкаревых (IX, 53; пушка);
44. Раковых (VI, 36; рак);
45. Розинги (III, 149; в голубом поле на белом поясе роза);
46. Скворцовых (VIII, 151; в нижней, серебряной, половине щита крестообразно изображены две древесные ветви с сидящим на них скворцом);
47. Скорняковых (I, 100; лошадиная сбруя);
48. Соколовых (VII, 121; в голубом поле серебряный сокол, держащий в когтях птицу);
49. Сабаковых (III, 59; в голубом поле бегущая вправо собака);
50. Стволовых (I, 112; в голубом поле два накрест положенных ружейных ствола);
51. Стражевых (I, 130; щит разделен диагональною чертою с правого, верхнего, угла к левому, нижнему, и имеет верхнее поле красное, нижнее — золотое: в них изображен переменного с полями цвета страж, держащий в правой руке копье, концом обращенное вниз, в левой — золотой щит);
52. Суковкиных (VII, 143; в верхней половине щита, в золотом поле изображен дуб);
53. Тепловых (I, 109; IX, 124; горящая лампада);
54. Топорниных (IX, III; в голубом поле три топора);
55. Трубицыных (VIII, 105; трубы);
56. Хлебниковых (IV, 145; VIII, 157, 160; в разных полях снопы хлеба);
57. Чижевских (I, 102; в серебряном поле пять летающих чижей натурального цвета);
58. Чижовых (I, 134; в нижнем, серебряном, поле птичка чиж, сидящая на ветви);
59. Черноглазовых (IX, 129; глаз);
60. Шатровых (VIII, 159; шатер);
61. Шейнфогелей (VIII, 137; в щите, имеющем голубое поле, изображены в вершине три золотые шестиугольные звезды, под ними, посредине щита, птица, летящая вправо и окруженная сиянием, — эмблема, соответствующая прозванию, а по бокам её с каждой стороны по два дерева);
62. Шиповых (VII, 70; розовый куст);
63. баронов Штиглиц (X, 19; в серебряном поле сидящая на дереве горлица);
64. Шубиных (IV, 81; в золотом поле собольего меху шуба, покрытая зелёным)и
65. Энгельгардтов (VI, 91; в нашлемнике ангел, имеющий в руках пальмовые ветви и на голове корону).

#### Царство Польское
Шляхетские гербы Речи Посполитой и затем Царства Польского характерны тем, что в Польше и Литве был весьма большой процент шляхты, и потому один герб носило множество различных не родственных родов (иногда до 250-ти). Таким образом, данные гербы гласны не для фамилий (то есть для весьма малого числа фамилий), а для предметов, в гербах изображённых, так что они не классически гласные.
Польская шляхта с 1654/1796 по 1917 год входила в состав дворянских родов Российской Империи. Часть гербов шляхты перешла в великорусские дворянские гербы.
- Бастион (герб) — три крепостные башни и белый бастион.
- Бернсдорф (герб) — медведь [(нем.) Bär].
- Бечка (герб) — золотая бочка.
- Божаволя (герб) [Божья Воля] — полугласный: на небесном фоне белая подкова (символ удачи) и два белых креста (символ Божьей воли).
- Буйволова Голова (герб) — чёрная буйволова голова анфас.
- Бэлты (герб) — три серебряных арбалетных болта.
- Вага (герб) [Вес] — полугласный: абстрактные весы из геометрических фигур.
- Варня (герб) — полугласный: красный варёный рак.
- Вонжик (герб) [Ужик] — зелёный уж.
- Гипоцентавр (герб) — изображён стреляющий из лука гиппоцентавр (китоврас).
- Грабе (герб) — белые грабли с семью зубцами.
- Грабовец (герб) — грабовое дерево с зелёной кроной.
- Гриф (герб) — белый грифон в красном поле.
- Дембник (герб) [Дубняк] — «в голубом поле три дубовые золотые ветки, каждая о двух листах и одной желуди, две рядом, а третья под ними».
- Дуб (герб) — «в чёрном поле дуб золотого цвета с корнями; на нём три желудя, средний выше боковых, и под ними два листа».
- Лодзя (герб) — в красном поле жёлтая ладья.
- Топор (герб) — в красном [цвета крови] поле топор [секира].
- Осморог (герб) — «красном поле серебряный крест с раздвоенными концами, так что он о восьми [осьми] углах [„рогах“], а в разделении концов положено по шару».
- Пеликан (герб) — белый пеликан.
- Свинка (герб) — чёрная кабанья голова.
- Трубы (герб) — три трубы (изогнутых охотничьих рожка), расходящиеся из центра под 120 градусов.

## Современные гласные гербы
Исторические гербы, включённые в ПСЗРИ, не приводить. Они перечислены выше.

### Россия

#### Города и поселения
- Белая Глина — три кувшина из белой глины.
- Белоостров — белый маленький остров, на котором сидит птица.
- Березняковское — перекрещенные берёзовые жерди, символизирующие крышу дома.
- Будённовск (б. Святой Крест) — лапчатый крест.
- Волчёнки — белый волк с жёлтыми глазами.
- Грайворон — парящий чёрный ворон.
- Громово (Ленинградская область) (не утверждён) — «на красном фоне чёрная стена с изображёнными на ней двумя золотыми поросятами и золотыми волнами» [фин. саккола — «свинарник»][4].
- Дмитриевская — изображён Дмитрий Солунский.
- Донской (б. Бобрики) — два бобра.
- Дубовка — дуб с золотой кроной, листья которой собраны в созвездия и треугольники.
- Жилёво — ласточки образуют букву Ж.
- Журавская (станица) — идущий по воде журавль.
- Исса (Пензенская область) — ветка ивы [по-мордовски иса — ива, ветла].
- Калиновское сельское поселение (Камышловский район) — ветвь калины.
- Кизел — щит тёмно-красный [цвет кизила], изображена ветвь кизила с тремя ягодами.
- Кораблино — золотой с серебряными парусами и вымпелами трёхмачтовый корабль.
- Куликово — кулики.
- Курлово — летящий «курлычущий» журавль.
- Лебяжье (Кировская область) — два белых лебедя.
- Липицкое сельское поселение (Московская область) — лев поднимает в лапах саженец липы.
- Лотошино — золотой лотошник с лотком, на котором лежит головка сыра.
- Львовское сельское поселение — восстающий лев, держащий землемерный циркуль.
- Медногорск — медные горы (золотого цвета, поскольку медного цвета в геральдике нет) и геологический молоток.
- Мирское сельское поселение — серебряный голубь мира, держащий в клюве оливковую ветвь [символ мира].
- Набережные Челны — плывущий под полным парусом чёлн.
- Нерюнгри — золотые рыбы, уложенные в кольцо по ходу солнца [по-эвенкийски нерюнгри — «тысяча хариусов», «много рыбы»].
- Новосокольники — белый сокол.
- Нурлат — двойной гласный герб: скачущий конь на фоне сияющего солнца [по-татарски нурлат — «лучезарный конь»; также там разводят лошадей нурле белой масти].
- Орехово-Зуево — двойной гласный герб: золотая ветвь орешника с двумя орехами и сидящая со сложенными крыльями птица зуёк.
- Островцы — золотой холм-остров.
- Петушки — два петуха.
- Радужный (Московская область) — радуга.
- Рогачёво (Дмитровский район) — вилообразный крест, похожий на рогатину [рогач].
- Сладковское сельское поселение (Краснодарский край) — состоит из хутора Сладкого и посёлка Розового — изображены золотая пчела (Сладкий) и красная роза (Розовый).
- Снежинск — снежинка.
- Солнечный (ЗАТО, Красноярский край) — жёлтое солнце на красном поле.
- Ставрово — крест [греч. «ставрос»].
- Терновская (Краснодарский край) — ветвь терновника.
- Троицк (Челябинская область) — три пурпурные креста на золотом фоне — символ Святой Троицы.
- Тучково — лев, которого поражает молния, вырывающаяся из тучи.
- Фонталовское сельское поселение — фонтан.
- Харута — ветки лиственницы, устилающие дно реки [по-ненецки харута — «лиственничная река»].
- Холм-Жирковский — холм.
- Юго-Северное сельское поселение — стрелка компаса, ориентированная строго с севера на юг (вопреки законам природы показывает на юг).

#### Районы и территории
- Батыревский район — батыр.
- Белоглинский район — три кувшина из белой глины (полностью повторяет герб Белой Глины).
- Белореченский район — текущая по диагонали река Белая с бурунами от волн.
- Бобровский район — бобр (из современного герба Боброва) и подточенное им дерево.
- Будённовский район Ставропольского края — аллегория Андреевского креста.
- Великолукский район — три лука (из исторического герба Великих Лук).
- Воловской район (Тульская область) — голова вола.
- Грайворонский район — парящий чёрный ворон (из современного герба Грайворона).
- Грачёвский район (Оренбургская область) — грач, восседающий на снопе пшеницы.
- Дергачёвский район (Саратовская область) — птица дергач (коростель).
- Каменский район (Пензенская область) — камень, удерживаемый в лапах двумя драконами.
- Кизеловский район — щит тёмно-красный [цвет кизила], изображена ветвь кизила с тремя ягодами (полностью повторяет герб Кизела).
- Княжпогостский район — золотая княжья шапка.
- Коношский район — «двойной» гласный герб: конь, несущий на спине плетёный короб [ношу].
- Красногородский район — красный город.
- Краснозоренский район — заря (золотые лучи солнца) на красном фоне.
- Крыловский район — «двойной» гласный герб: два золотых, выгнутых вправо, колоса в виде буквы «Е» [первое название райцентра — курень Екатериновский], ниже т. н. лёт — два соединённых серебряных крыла.
- Кузнецкий район (Пензенская область) — молот и наковальня (из герба Кузнецка).
- Куньинский район — золотая куница.
- Липецкая область — липа (из исторического герба Липецка).
- Мишкинский район (Башкортостан) — стоящий на задних лапах медведь (в просторечии мишка).
- Новосокольнический район — белый сокол (из герба Новосокольников).
- Нурлатский район — белый скачущий конь [нурлат] (полностью повторяет герб Нурлата).
- Опочецкий район — пирамида из камня опоки (из исторического герба Опочки).
- Островский район (Псковская область) — остров (из исторического герба Острова.
- Перевозский район — плот [перевоз через реку] (из исторического герба Перевоза).
- Подгоренский район — подошва серебряной горы.
- Старицкий район — старица (из исторического герба Старицы).
- Струго-Красненский район — двойной герб: два красно-белых струга.
- Холм-Жирковский район — холм (полностью повторяет герб Холм-Жирковского).
- Шемышейский район — густые заросли красной травы [по-мордовски «шемень шей» — ржавая трава, осока, камыш].
- Щукино (район Москвы) — серебряная щука в голубом поле.

Батыревский район — батыр
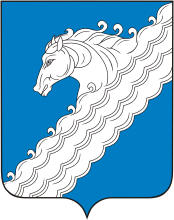
Белореченский район — белая река
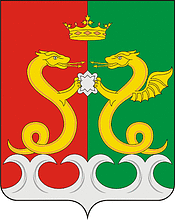
Каменский район — камень в лапах драконов
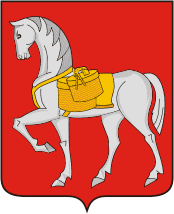
Коношский район двойной — конь+ноша
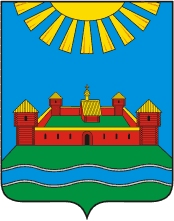
Красногородский район двойной — красный город
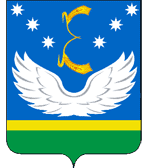
Крыловский (Екатериновский) район двойной — (крылья+E)
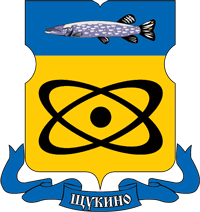
Щукино (район Москвы) — щука

#### Полугласные гербы России
- Бессоновка (Бессоновский район Пензенской области) — недреманое око, означающее дозор без сна (с XVII в. — казачья застава, оберегающая подступы к Пензе).
- Сельское поселение Булатниковское — булатный меч.
- Вознесенская (Краснодарский край), станица — четырёхлистный клевер — геральдический символ Вознесения.
- Вороновское — чёрная [вороная] оконечность щита богатыря.
- Верхнее Дуброво — жёлуди на зелёном фоне.
- Заболотьевское — ростки камыша в разные стороны, символизирующие каналы, осушающие болота.
- Зеленокумск — зелёный цвет поля, разделённого белой полосой — рекой Кума.
- Каргат — ягоды и листья чёрной смородины (тюрк. каргат — «чёрная ягода»).
- Краснозаводск — красный цвет верхнего поля герба.
- Краснотурьинск — красный цвет правого поля герба.
- Таёжный (Ханты-Мансийский автономный округ) — еловые лапы [символ тайги].

### Беларусь
- Ветрино — в лазоревом поле золотая ветряная мельница.
- Горки — в золотом поле три чёрных холма, средний выше.
- Жабинка — три цветка жабинки.
- Кожан-Городок — в скошенном слева щите в зелени золотой сапог.
- Краснополье — червлёное (красное) поле, на котором растёт ель.
- Мосты — в пересечённом поле золотой мост в черлене.
- Раков — в червлёном поле золотая литера «R».
- Смолевичи — в рассечённом щите золотая бочка с чёрной смолой в лазури.

### Украина

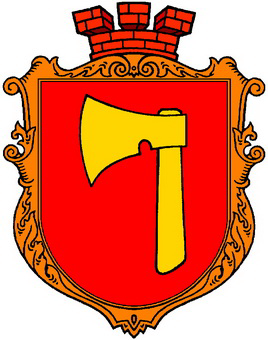
Современный герб Топорова

- Буды — поющий петух (будящий людей — полугласный герб).
- Гайворон — ворона.
- Галич (Ивано-Франковская область) — стоящая галка с распростёртыми крыльями.
- Глазово — глаз.
- Двуречная и Двуречанский район — две реки (двойной гласный).
- Дергачи и Дергачёвский район — птица деркач (коростель). 1997
- Дубляны — два дуба.
- Волноваха — река в виде волны. 1999
- Заставна — полосатый шлагбаум (полугласный герб).
- Сумская область — колос в виде буквы «С».
- Тернопольская область — ключ и меч, перекрещиваясь под прямым углом, образуют латинскую «t»; рукоятка меча образует с мечом славянскую «T».
- Топоров (село) (бывший городок) — в красном поле золотой топор. 1994; разработан по мотивам старого австро-венгерского герба.
- Тростянецкий район (Сумская область) — тростник (камыш).
- Харьковская область — см. Герб Харьковской губернии (буква «Х»).
- Херсонская область — два колоса и циркуль образуют букву «Х».
- Хмельницкая область — два колоса, изгибаясь в разные стороны, образуют прописную «Х».

## Гласные гербы других стран

### Страны и территории
- Гранада — ветка и плод граната.
- Кастилия и Леон (испан.) — два замка (castillo) и два льва (león).

Герб Гранады
Герб Кастилии и Леона

### Города

Герб Лодзи — ладья

- Афины — центральный элемент герба как исторического, так и нового — голова Афины Паллады.
- Берн (нем.) — шествующий медведь (Bär).
- Капуя (лат.) — жертвенная языческая чаша.
- Вальдбрюнн (нем.) — двойной гласный: лесной (Wald) фонтан (Brunnen).
- Лодзь (польск.) — ладья.
- Фалькензе (нем.) — «соколиное озеро», изображены серебряный сокол и серебряная рыба в голубой воде.
- Фюссен (нем.) — три бегущие ноги (Füsse).

### Дворянские гербы

Герб Шарля Кошона де Лаппарента, XVIII век

#### Германия
- фон Мюнхгаузен (нем. «дом монаха») — монах-цистерианец.
- фон Хохберг (нем. «высокая гора») — 3 лазурные горы, центральная из которых выше других.

#### Франция
- Шарль Кошон де Лаппарент (1750—1825) — три кабаньи головы (франц. Cochon — свинья).

#### Швеция
Для Швеции вообще характерны гласные гербы древних дворянских родов, поскольку сами фамилии принимались ими по изображению ранее взятого герба.
- Ваза (династия) королей — основной элемент герба — старинная ваза [амфора].

## Расширенное понимание
В некоторых публикациях гласными либо, чаще, «говорящими» называются гербы, в которых изображены предметы, имеющие отношение к истории либо местности данного города, занятиям и промыслам его жителей, типичные представителей животного и растительного мира, не имеющие отношения к его названию. Типичными примерами являются исторические герб Смоленска (пушка; город боевой славы на границе, постоянно принимавший на себя первый удар врага), Керчи (эмблема Боспорского царства и ключ от пролива между Чёрным и Азовским морями), Перекопа (крепость, «запирающая» перешеек, и ключ от Крыма), Кутаиси (золотое руно барана, похищенное Ясоном), Санкт-Петербург (серебряные морской и речной якоря и золотой царский скипетр), Баку (струи горящего газа, навьюченный верблюд и якорь), Камчатской области (действующие вулканы).
Оригинален герб Свияжска 1729 и 1781 годов (чисто исторический, но не гласный в прямом смысле) — «новый город деревянный на судах, на реке Волге, в ней рыба, поле лазоревое» 1730; «в голубом поле город деревянный на судах на реке Волге, и в той реке рыбы» 1781. Герб отражает тот факт, что Свияжск срубили в верховьях Волги, свезли вниз по течению в разобранном состоянии и собрали город как базу для штурма Казани.

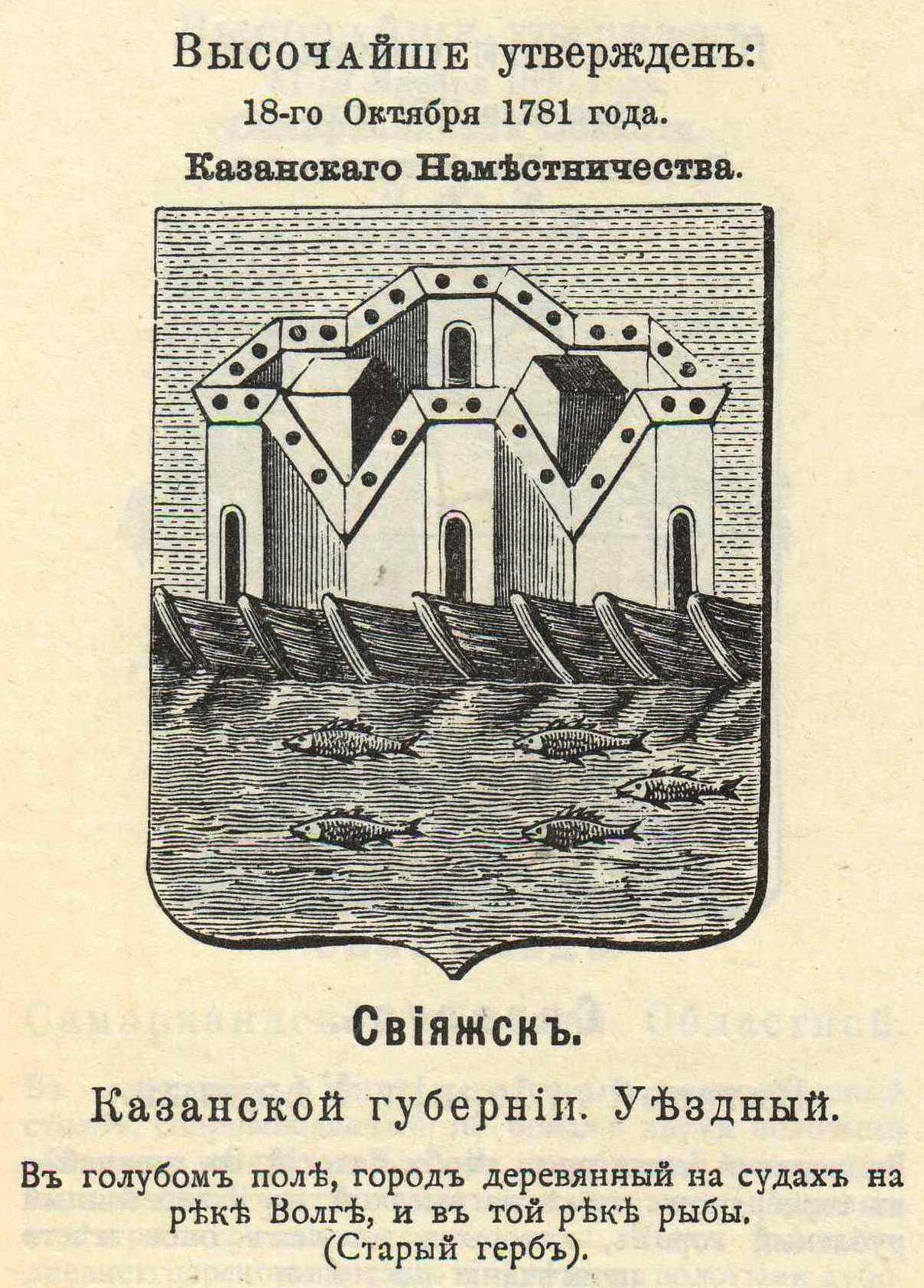
Герб Свияжска: плывущий по Волге город-крепость, 1781
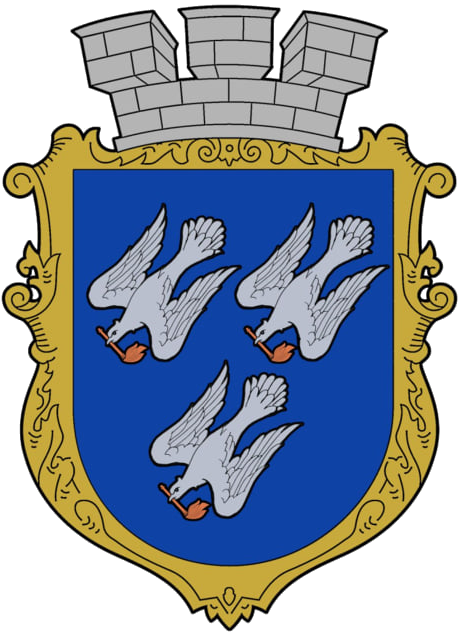
Герб Радомысля: «зажигательные» голуби княгини Ольги, 1796
Герб Перекопа: ключ от перешейка и крепость, 1868
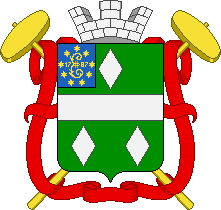
Непринятый герб Бахмута Б. Кене: кристаллы NaCl
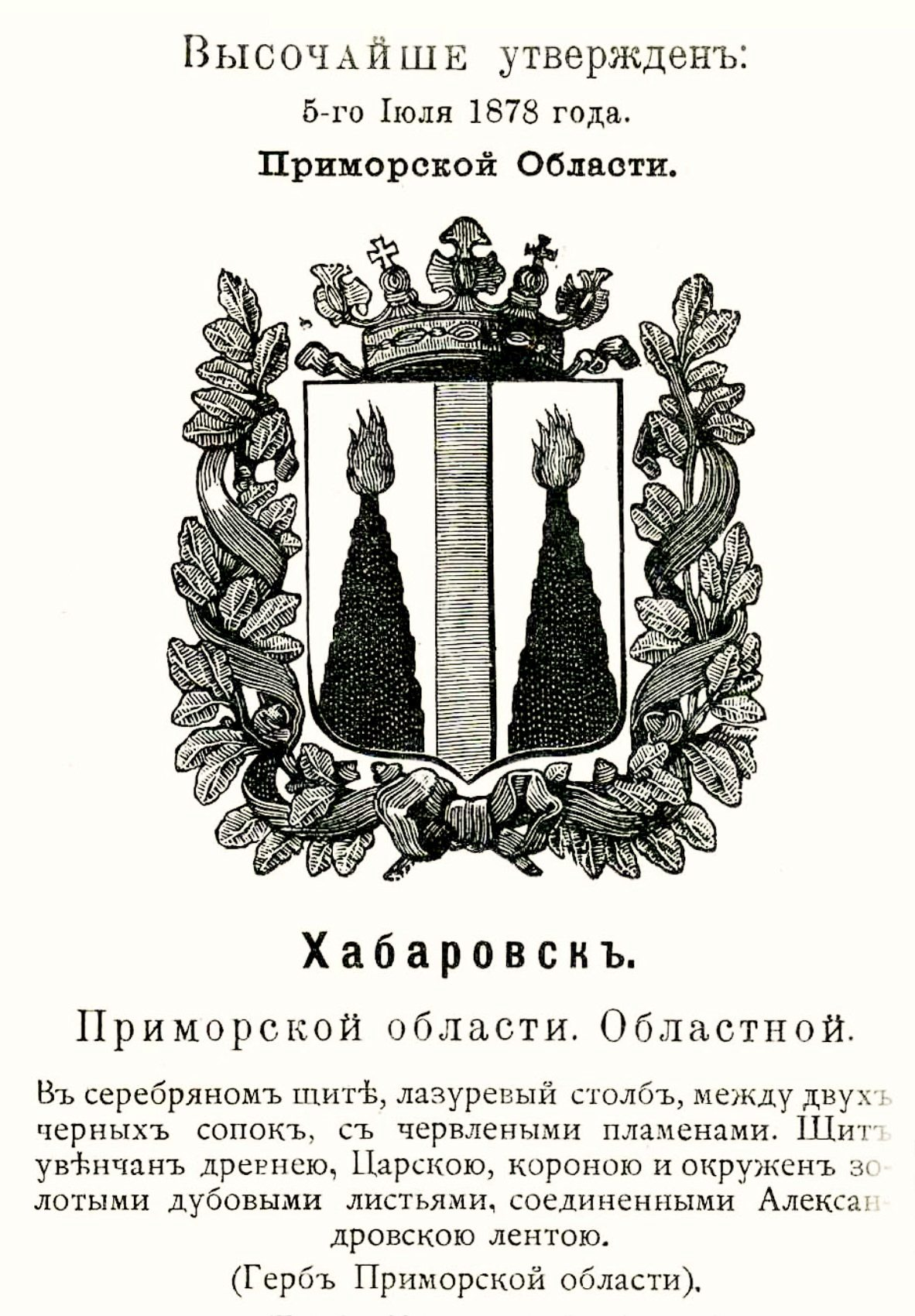
Герб Хабаровска: действующие вулканы, 1878

Также историчен герб Радомысля Киевской губернии (1796): «в голубом поле три летящие серебряныя голубя, два вверху и один внизу, держащие во ртах своих пламенники [огонь]: ибо сии птицы употреблены были к зажжению города» (Коростень княгиней Ольгой). Герб исторический, но не классически гласный. Это герб не Коростеня, который в 1796 был маленьким селом, а более крупного расположенного рядом Радомысля.

Герб Бахмута — химический знак соли

Исторический герб Бахмута — химический знак соли, поскольку там расположены соляные шахты, в одной из которых после выработки даже открыли Артёмовский завод шампанских вин. Герб не гласный.
Подобные гербы, отражающие историю, окружающую природу или присущие природные элементы, не являются гласными в классическом определении (хотя в некоторых современных публикациях, даже официальных описаниях гербов сельских поселений, таковыми и называются). Гласным герб Смоленска был бы, если б в нём одним из основных элементов присутствовала, например, смола либо смолокурня, в гербе Перекопа — ров или шанцевый инструмент (в последнем случае герб полугласный), а в гербе Петербурга — святой Пётр либо его атрибуты (ключи от рая).

## Двойные гласные гербы
«Двойными» называются гласные гербы, в которых тема названия города изображена дважды. Бывают двух типов: 1. Сложносоставное, обычно двухкоренное, название (Ораниен-баум — оранжевое+дерево, Шлиссель-бург — ключ+город, Бело-остров — белый остров, Вейсен-штейн — белый камень, Коноша — конь+ноша, Красно-городск — красный город, Миро-полье -миро+поле, Орехово-Зуево — орехи+зуёк, Пяти-горск — пять гор, Ставро-поль — крест+город, Вальд-брюнн — лес+фонтан); встречается относительно часто. 2. При простом названии города в гербе дважды оно обыгрывается и также может быть дважды изображено (например, Печоры — в камне печеры пещера; Лотошино — лотошник держит лоток; Нурлат — конь (татар. нурлат) белой породы нурле). Этот вариант встречается весьма редко.
Также бывают двойные гласные для города и местности: так, герб Кронштадта гласен и для города (корона), и для острова Котлин (котёл, окружённый водой). Такие гербы также редко встречаются.

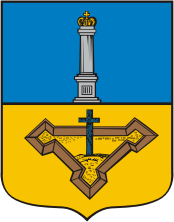
Ставрополь (греч.) — крест и город. Тип 1
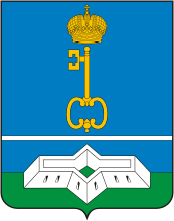
Шлиссельбург (швед., нем.) — ключ и город. Тип 1
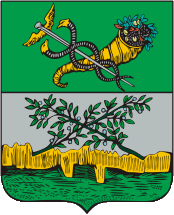
Мирополье — оливковые ветви (миро) и поле. Тип 1
Вальдбрюнн (нем.) — лесной фонтан. Тип 1
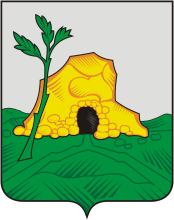
Печоры - камни «печеры» и пещера. Тип 2
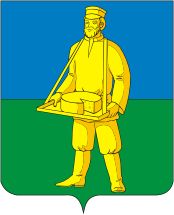
Лотошино - лотошник с лотком. Тип 2

## Сложная взаимосвязь

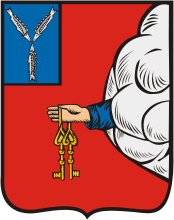
Герб Петровска — ключи от рая

Есть гласные гербы, особенно фамильные, которые не очевидны, а для их «разгадки» нужно знать историю, христианскую либо геральдическую символику.
- Сложная ассоциация в историческом гербе Варнавина, где изображена рука, выходящая из облака с камнем. Дело в том, что апостол Варнава, в честь которого назван город, по легенде был забит камнями. Облако же символизирует небесные силы.
- В историческом гербе Петровска Саратовской губернии 1781 года изображена «рука, исходящая из облака в красном поле, держащая два ключа». Это гласный герб, поскольку из облака, то есть от небесных сил, рука апостола Петра держит ключи от рая, воротами которого Пётр «заведует».
- Взаимосвязь с обычным, без аллегорий и переносного смысла, переводом названий городов с немецкого и шведского (Шлиссельбург, Либава, Ваза), греческого (Ставрополь, Ставрово), чувашского (Батырево), татарского (Нурлат), эвенкийского (Нерюнгри) и других языков сложной не является. Это очевидные гласные гербы.

## Неверные гласные гербы
Иногда название города, по однозначному мнению историков и филологов, происходит совсем не от того предмета либо понятия, которые изображены в гербе.

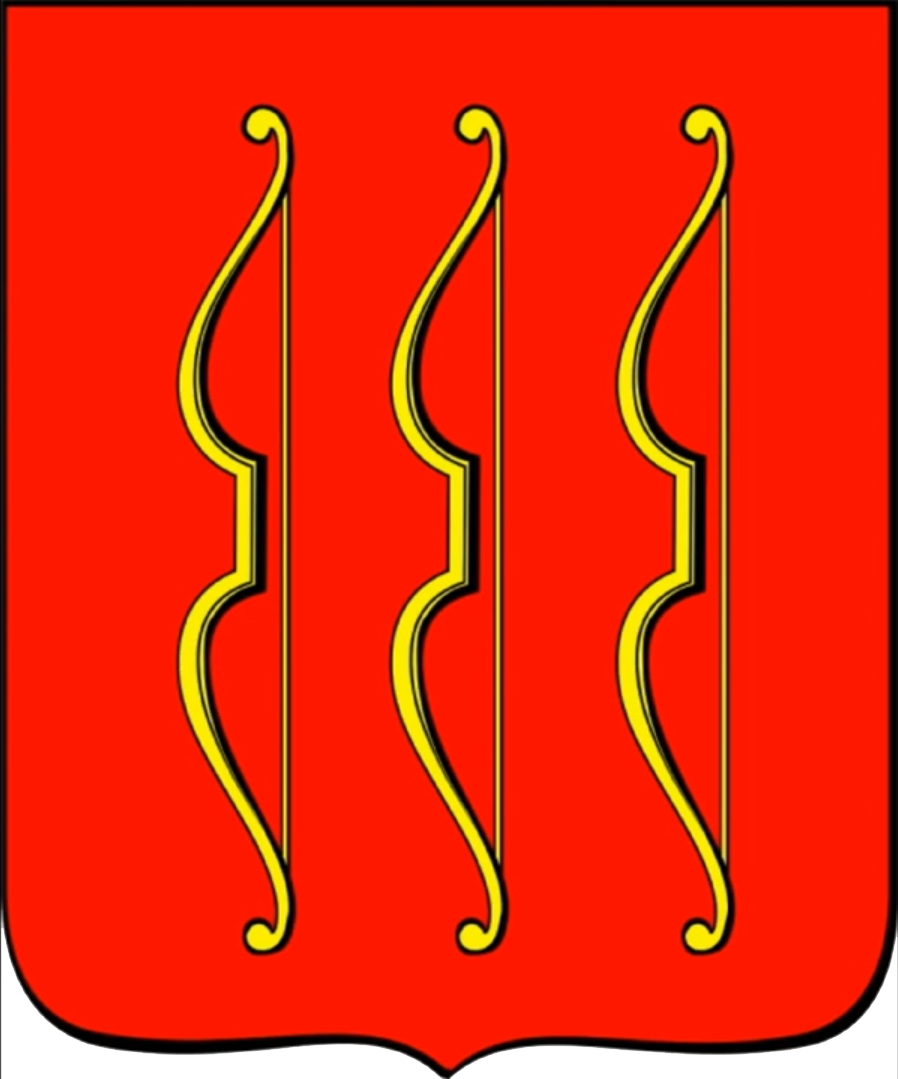
Великие Луки (1780) — неверный гласный герб

- Брянск — «золотая мортира с положенными по сторонам пирамидою бомб» (символизирующих воинскую брань). По признанному сейчас мнению, название города произошло от «дебрь» (Дебрянск), а не от брани.
- Великие Луки — три больших золотых лука. Город, по мнению историка-геральдиста Павла фон Винклера, назван по излучине реки, а не по лукам, которые тут ни при чём.
- Русское название крымского города Козлов (с 1784 года Евпатория) произошло совсем не от козла (в гербе изображён баран), а от его татарского названия Гезлёв.
- Оса — «стоящий на дереве улей с летающими около него пчелами». Происхождение названия спорно: по мнению языковеда Александра Матвеева, восходит к субстратному гидрониму[5]; впрочем, это не мешает самому гидрониму происходить от бортничества/пчёл/ос.
- Харьков (не принятый в 1730-х герб) — голова хоря. Если бы этот герб в середине XVIII века был утверждён, хорёк, кроме гербов Богучара и Обояни, был бы и на гербе Харькова. Город же назван по гидрониму — реке Харьков, которая, в свою очередь, возможно, названа именем сестры Аттилы Харьки (Лебедь) либо половецкого хана Харукана; не существует вообще ни одной версии происхождения названия города/реки от хоря.

## Неверные и не гласные гербовые фигуры

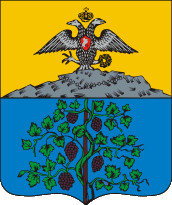
В гербе Кизляра изображено как бы дерево. Но это не кизил, а виноград

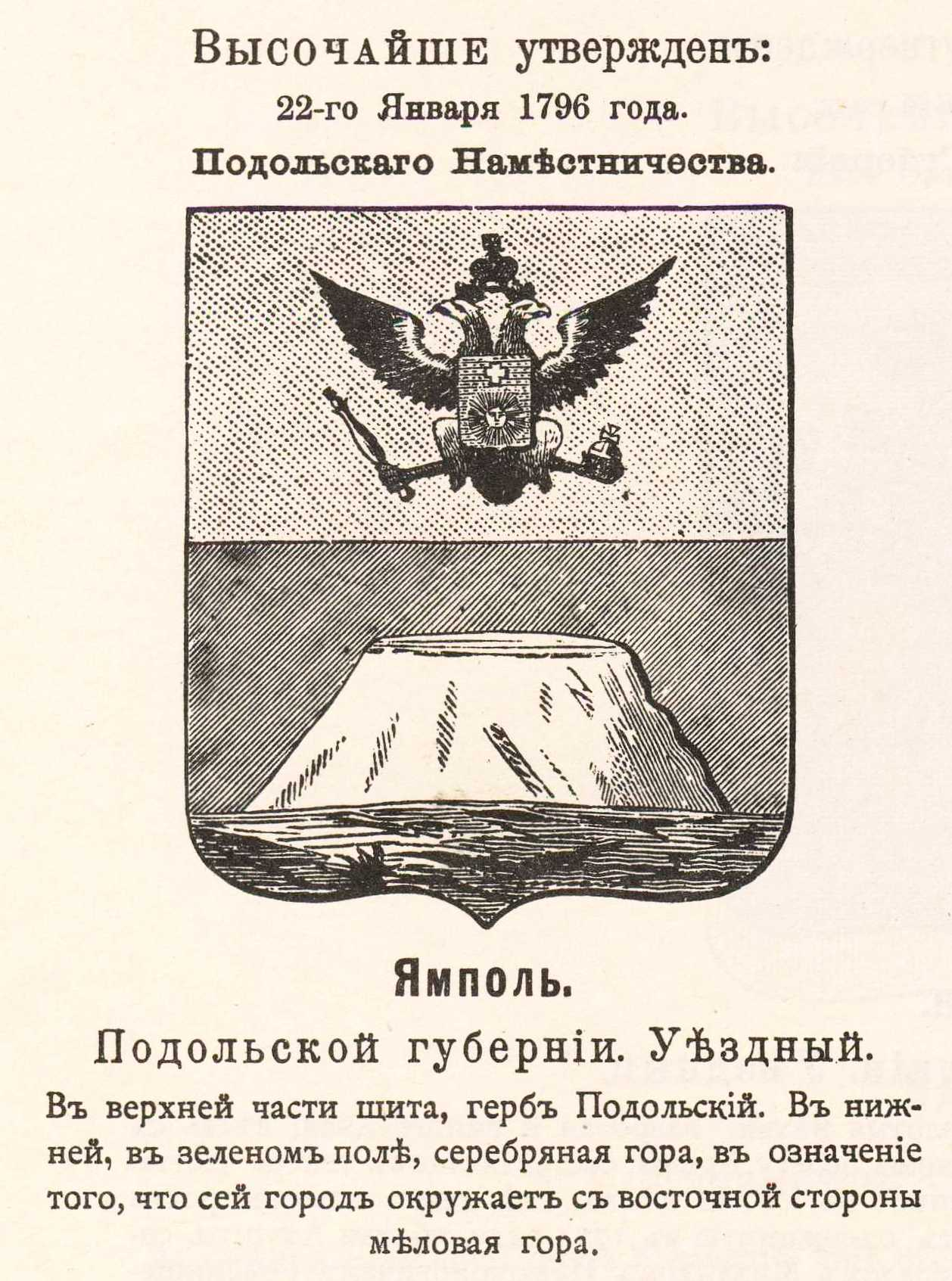
Герб Ямполя — не яма и не поле, а плоская гора

- В гербе Лебедина художник XVIII века изобразил не лебедя, а гуся (описанного как лебедь). В современном гербе конца 1990-х годов изображён уже лебедь.
- В гербе Лебедяни нарисована водоплавающая птица с клювом цапли (описанная как лебедь).
- В гербе Евпатории (до 1784 Козлов) изображён не козёл, а золотой баран. Герб принят в 1844 году — через 60 лет после того, как город перестал называться Козловым.
- В гербе города Осы, согласно описанию, изображены не осы, а пчёлы. Отличить же их по внешнему виду на гербе невозможно, поскольку они слишком мелки.
- В гербе Белицка Могилёвской губ. изображена не белка, а животное, похожее на рысь (описана белка).
- В гербе Боброва 1781 года изображён не бобр, а хорёк (в описании бобр). На современном гербе 2006 года — уже бобр.
- В гербе Коропа описан не карп, а карась. Нарисован же зеркальный карп с крупной чешуёй.
- В гербе Лодейного Поля 1788 года и современном изображена не ладья, а морской фрегат петровского времени.
- В гербе Изюма художник XVIII века нарисовал красный виноград (сорт). В современном гербе 1990-х годов изображён уже зелёный виноград. А на современном флаге Изюмского района изображён синий виноград.
- В гербе Кизляра изображён куст не кизила, а винограда. Таким образом, герб не гласный.
- В гербе Новоржева изображена не рожь, а пенька. Таким образом, герб не гласный.
- В гербе Шишкеева изображены не шишки, а снопы и перепёлки. Таким образом, герб не гласный.
- В гербе Туринска изображён не тур, а медведь. Таким образом, герб не гласный.
- В гербе Кексгольма 1788 года изображена не кукушка [кекс], а журавль, в описании названный цаплей[4]. Таким образом, герб не гласный.
- Гласный шведский герб 1646 и русский 1729/30 года Кексгольма (замок на острове) неожиданно в 1778 году стал русским гласным гербом другого города — Нейшлота[4]. А Кексгольм получил негласный «корельский» герб 1730 года (цаплю с камнем; герб повторяет герб Гробина). При этом последовательный переход гербов произошёл в один день — 4 октября 1778.
- Герб Ямполя Подольской губернии (1796) гласен «наоборот»: вместо тёмной ямы в нём изображена светлая гора.
- Герб Шуши, в котором изображён конь карабах, гласен для Карабаха (территории), но не для Шуши как города.

## Исторические факты
- Мало кто знает в наше время, что такое вере́и (в гербе Вереи), бирючь (в гербе Бирюча), речной ряж (в гербе Ряжска) и что за камни опо́ка (в гербе Опочки) и пече́ры (в гербе Печор). Данные слова к настоящему времени стали архаизмами либо историзмами.
- В гербе Грайворона изображён один во́рон: это простой гласный герб. Ранее рассматривался вариант герба с несколькими воронами, то есть граем (украинизм: стаей). В случае его принятия герб города стал бы двойным гласным.
- Герб американского президента Дуайта Эйзенхауэра как кавалера датского ордена Слона: изображённая на нём наковальня олицетворяет тот факт, что его фамилия происходит от немецкого слова «железный забойщик».